# Episodi di Scooby-Doo! Mystery Incorporated (prima stagione)
La prima stagione della serie animata Scooby-Doo! Mystery Incorporated va in onda negli Stati Uniti d'America dal 12 luglio 2010 sul canale statunitense Cartoon Network.
In Italia la serie viene trasmessa dal 29 agosto 2011 sul canale satellitare Boomerang.
| nº | Titolo originale                  | Titolo italiano                            | Prima TV USA     | Prima TV Italia   |
| -- | --------------------------------- | ------------------------------------------ | ---------------- | ----------------- |
| 1  | Beware the Beast from Below       | Crystal Cove                               | 12 luglio 2010   | 29 agosto 2011    |
| 2  | The Creeping Creatures            | Creature raccapriccianti                   | 19 luglio 2010   | 29 agosto 2011    |
| 3  | Secret of the Ghost Rig           | Il segreto del Camion Fantasma             | 26 luglio 2010   | 30 agosto 2011    |
| 4  | Revenge of the Man Crab           | Il mostro della sabbia                     | 2 agosto 2010    | 31 agosto 2011    |
| 5  | The Song of Mystery               | La canzone del mistero                     | 9 agosto 2010    | 1º settembre 2011 |
| 6  | The Legend of Alice May           | Il ballo stregato                          | 16 agosto 2010   | 2 settembre 2011  |
| 7  | In Fear of the Phantom            | Concerto spettrale                         | 23 agosto 2010   | 5 settembre 2011  |
| 8  | The Grasp of the Gnome            | Il ghigno dello Gnomo                      | 30 agosto 2010   | 6 settembre 2011  |
| 9  | Battle of the Humungonauts        | La battaglia dei Gigantonauti              | 6 settembre 2010 | 7 settembre 2011  |
| 10 | Howl of the FrightHound           | ScoobyBotic                                | 4 ottobre 2010   | 8 settembre 2011  |
| 11 | The Secret Serum                  | La pozione segreta                         | 11 ottobre 2010  | 9 settembre 2011  |
| 12 | The Shrieking Madness             | Non aprire quel libro!                     | 18 ottobre 2010  | 12 settembre 2011 |
| 13 | When the Cicada Calls             | Cicalando Cicalando                        | 25 ottobre 2010  | 13 settembre 2011 |
| 14 | Mystery Solvers Club State Finals | Finali nazionali dei Risolutori di Misteri | 3 maggio 2011    | 14 settembre 2011 |
| 15 | The Wild Brood                    | Le belle e le bestie                       | 10 maggio 2011   | 15 settembre 2011 |
| 16 | Where Walks Aphrodite             | Dove passa Aphrodite                       | 17 maggio 2011   | 16 settembre 2011 |
| 17 | Escape from Mystery Manor         | Fuga dal mistero del maniero               | 24 maggio 2011   | 19 settembre 2011 |
| 18 | The Dragon's Secret!              | Il segreto del Dragone                     | 31 maggio 2011   | 20 settembre 2011 |
| 19 | Nightfright                       | Notte Terrorizzante                        | 7 giugno 2011    | 21 settembre 2011 |
| 20 | The Siren's Song                  | Il canto della sirena                      | 14 giugno 2011   | 22 settembre 2011 |
| 21 | Menace of the Manticore           | Il Luna Park mostrificato                  | 21 giugno 2011   | 23 settembre 2011 |
| 22 | Attack of the Headless Horror     | Attacco del Mostro senza testa             | 28 giugno 2011   | 26 settembre 2011 |
| 23 | A Haunting in Crystal Cove        | Il Disco Planisferico                      | 5 luglio 2011    | 27 settembre 2011 |
| 24 | Dead Justice                      | Il Giustiziere                             | 12 luglio 2011   | 28 settembre 2011 |
| 25 | Pawn of Shadows                   | La pedina delle ombre                      | 19 luglio 2011   | 29 settembre 2011 |
| 26 | All Fear the Freak                | Fine della storia                          | 26 luglio 2011   | 30 settembre 2011 |

## Crystal Cove
Il gruppo di diciassettenni risolutori di misteri, non ancora con uno specifico nome con cui celebrarsi, è formata da quattro ragazzi e un cane alano: Fred Jones, leader del gruppo, nonché amante di trappole che utilizza per acciuffare i nemici, ed è figlio del sindaco della città, Fredrick Jones Sr.; Daphne Blake, bella e radiosa ragazza, membro di una delle famiglie più facoltose e ricche, che ha quattro sorelle maggiori, ed è innamorata segretamente di Fred; Velma Dinkley, appassionata di tecnologia e scienza, gestisce insieme alla madre Angie il museo che presenta tutti i costumi dei criminali smascherati in passato; Norville Rogers, soprannominato Shaggy, un goffo e puntualmente affamato ragazzo che ha intrapreso con Velma una "relazione" segreta; infine c'è l'alano di 7 anni Scooby-Doo, migliore di amico di Shaggy in abbuffate, e che inoltre è la mascotte della squadra. Durante una visita turistica di cui è la guida, Velma racconta di come Crystal Cove, città in cui vivono, sia stata battezzata come "Città più infestata del mondo", dal momento che per secoli è risultata essere teatro di misteriose sparizioni, fin quando l'ultima a scomparire, la famiglia Darrow, non fu mai più ritrovata nella notte di Halloween di 75 anni fa. Nel frattempo, tre operai, mentre stanno lavorando, rinvengono un'entrata ad una delle tante caverne sotterranee, dove, fermandosi davanti a dei barili tossici, vengono barbaramente aggrediti da una mostruosa creatura. La stessa attacca la gang, che era in procinto di andare a scuola con la loro Mystery Machine, per poi ritirarsi nelle fogne. Gli amici vengono dunque indotti ad entrare nella grotta che conduce alle miniere, dopo che Daphne ritrova uno strano pendente al cui interno vi è la foto di un ragazzo e di una ragazza sconosciuti, i cinque si imbattono nei corpi degli operai, intrappolati in una sorta di bozzolo. Sopraggiunta la polizia, capitanata dallo scontroso Sceriffo Bronson Stone, Fred ha l'idea di rubare uno dei corpi per mostrarlo al loro professore di scienze, il signor Emmanuel Ruffalo, e avere un resoconto. Mentre Shaggy ha paura di mostrarsi in pubblico con Velma, poiché ha il timore di ciò che potrebbe pensare Scooby, Daphne cerca inutilmente di attirare le attenzioni di Fred. Quando il professor Ruffalo rimane vittima del Mutante Slime, Fred si dispera e si sente in parte colpevole, e i ragazzi lo ritrovano a casa della loro amica Angel Dynamite, che lavora in una stazione radio. Qui Shaggy e Scooby constatano che il campione dello strano elemento adoperato dal mostro per catturare le sue vittime raccolto da Velma, è in realtà il medesimo che il clown Franklin Fruitmeir usa nei suoi frullati. Sospettando ci sia lui dietro il caso, Fred, Daphne e Velma convincono Shaggy e Scooby a travestirsi da ragazze così da farsi assumere come cameriere da Fruitmeir. A notte fonda, rimasti soli nel locale, Shaggy e Scooby aprono la porta agli amici e iniziano a indagare. Dopo una rocambolesca fuga dal Mutante Slime, il gruppo scoprono dell'esistenza di una fossa scavata all'interno del locale, che, tramite le gallerie sotterranee, lo collegano con la banca di Crystal Cove. Dunque, la gang mette in atto un piano per catturare la creatura: qualcosa però va storto, e Fred, Velma, Shaggy e Scooby rimangono intrappolati al posto del mostro, mentre Daphne cerca di sfuggirgli. Il gruppo mangiano la sostanza in cui erano imprigionati, Daphne viene salvata, e l'identità del Mutante Slime viene rivelata essere quella del professor Ruffalo che, inscenando un'aggressione ai suoi danni e impersonando il Mutante Slime, teneva lontani i curiosi dalle grotte di Crystal Cove in modo da rubare indisturbato i soldi dalla banca. Tuttavia, quando Daphne chiede spiegazioni sul misterioso pendente, Ruffalo nega di saperne qualcosa. Risolto l'arcano, gli amici si ritrovano da Angel, dove all'improvviso il telefono della radio squilla. L'interlocutore dice di chiamarsi Mr. E e avverte Fred, Daphne, Velma, Shaggy e Scooby che non avrebbero mai dovuto recuperare dalle grotte quel pendente, perché adesso hanno scoperchiato l'antico mistero dietro il maleficio di Crystal Cove.
- Indizi: Pendente di due innamorati
- Mostro: Mutante / Emmanuel Ruffalo.
- Note: Cavaliere Nero, Minatore, Captain Cutler, L'Astronauta Kook, Charlie il Robot: provenienti dall'originale Scooby-Doo! Dove sei tu? appaiono nel Museo Spettrale di Crystal Cove come statue.

## Creature raccapriccianti
Una famiglia arriva nell'abbandonata e inquietante cittadina di Gatorsburg per fare benzina, quando spuntano tre terrificanti uomini-alligatore, che la mettono in fuga. Nel contempo, a Crystal Cove, Fred, Daphne, Velma, Shaggy e Scooby sono riuniti in casa Jones, e si annoiano non avendo alcun mistero da risolvere. Fino a quando un postino recapita un pacco mandato da Mr. E, che offre loro l'opportunità di indagare a Gatorsburg sul traffico di merce in pelle di alligatore. Questo risulta essere alquanto strano, poiché, stando alle parole di Velma, Gatorsburg è caduta in rovina in seguito al prosciugamento delle miniere. La banda si dirige dunque nell'oramai desolata cittadina fantasma, dove, dopo un primo momento di scetticismo, i ragazzi, in procinto di ritornare a Crystal Cove, scoprono che qualcuno ha rubato il motore alla Mystery Machine e di conseguenza non possono ripartire. Un meccanico locale, Grady Gathor suggerisce loro di passare la notte nello strano hotel gestito da sua sorella Greta Gathor e dal figlio di questa, Gunther, finché non arriverà un nuovo motore da Crystal Cove. Fred, Daphne, Velma e Shaggy chiamano i rispettivi genitori, ma essendo occupati, accettano l'offerta di dormire nell'hotel. Fred e Shaggy alloggiano in una stanza doppia, così come Daphne e Velma, mentre Scooby, non potendo entrare nell'edificio, è costretto a rimanere nella Mystery Machine. Mentre Fred continua a non notare Daphne e Velma tenta in tutti i modi di convincere Shaggy a dichiararsi fidanzati, Scooby viene aggredito dai tre Uomini-Alligatore. Scooby riesce a fuggire, arrivando nella camera in cui ci sono Fred e Daphne, dopodiché i tre raggiungono anche Velma e Shaggy. I ragazzi scappano e, arrivati al confine, capiscono che ai mostri interessa tenere lontano i visitatori da Gatorsburg. La gang ritorna nella cittadina per capire cosa accade e Velma, aprendo una cassa, ritrova numerosi accessori in pelle di alligatore. Daphne testa l'originalità dei prodotti e, grazie all'allergia che ha verso le imitazioni animale, la gang apprendono che le creature commerciano oggetti falsi. Con una trappola di Fred gli Uomini-Alligatore vengono smascherati come Grady, Greta e Gunther Gathor, i quali gestivano un traffico di prodotti ricamati fasullamente in pelle di alligatore dal momento che Gatorsburg è in disgrazia. Ritornata alla Mystery Machine, la gang scopre che il motore è ricomparso con l'aiuto di Mr. E, che dice loro che il mistero di Gatorsburg è solo il primo di una lunga serie.
- Mostri: Uomini Alligatori / Grady Gator, Greta Gator, e Gunther Gator.
- Note: I turisti spaventati a inizio puntata hanno le sembianze dei protagonisti di National Lampoon's Vacation.

## Il segreto del Camion Fantasma
In una strada, un poliziotto intoppa in un pericoloso e fiammeggiante camion, che pare guidare senza un conduttore, e che manda fuori strada l'uomo. Intanto, Velma, Shaggy e Scooby sostengono Fred, che viene chiamato nell'ufficio del padre, il sindaco Jones. Quest'ultimo chiede al figlio di aiutarlo a vincere nuovamente la campagna elettorale, distribuendo volantini che incitino a votarlo. Dopo un disastro alla stampante combinato da Scooby, i quattro ragazzi incontrano lo scontroso George Avocados, diretto avversario del sindaco Jones alle elezioni. Il signor Jones racconta a Fred, Velma, Shaggy e Scooby che George è il figlio di Theodore Avocados, precedente sindaco di Crystal Cove, che venne sbattuto in prigione in seguito all'aver rubato un diamante di inestimabile valore. Tuttavia, il diamante non è mai stato ritrovato. Nel frattempo, Daphne, che è a casa a confezionare un nuovo fazzolettone per Fred, fa la conoscenza di Rung Ladderton, erede della compagnia di scale della famiglia. I genitori della ragazza, Nan e Barty Blake, vorrebbero che la figlia prenda in considerazione la possibilità di uscire almeno una volta con Rung, nonostante l'amore che Daphne nutre verso Fred. Gli amici di Daphne arrivano a prelevarla, e insieme si dirigono al Chiostro dell'Ostrica, diretto dallo strambo Skipper Shelton, al quale manca il naso, rubatogli da un'ostrica. Arrivata, la gang scopre che il pomello di cristallo è stato trafugato, insieme a tanti altri in città, compreso quello al museo dei genitori di Velma. Di ritorno a casa, i ragazzi vengono sorpresi dal Camion Fantasma, che si dilegua dopo averli fatti sbandare. Testimoniando dallo Sceriffo Stone, Fred nota, grazie al flash di un cellulare, che vi sono delle tracce di pneumatici, il che è insolito dato che un Camion Fantasma non lascia segni. Mentre Daphne si reca ad un appuntamento con Rung, Fred, Velma, Shaggy e Scooby cominciano a pensare che ci sia Avocados dietro il mistero, così creano una trappola per incastrarlo. Seguendo George con la Mystery Machine e con il dispositivo di rintracciamento di Velma, i quattro amici perdono di vista l'auto dell'uomo, ma in compenso si imbattono nel Camion Fantasma, anche se il guidatore non si accorge di loro. Velma capisce immediatamente che chiunque sia la mente del caso, vuole far credere che il veicolo sia stregato, conciandolo in maniera vecchia e trasandata, ma con ruote totalmente nuove. Fred, inavvertitamente, sveglia il conduttore, e i ragazzi scappano via, e una volta sfuggitogli, giungono all'appuntamento di Daphne e Rung. Fred prende di buon occhio Rung, tanto che finiscono con lo scambiarsi i rispettivi fazzolettoni. Al tavolo di Daphne, Shaggy e Scooby rinvengono un CD da parte di Mr. E, e ascoltandolo nella Mystery Machine, la gang viene informata di un indizio che la spinge a indagare lungo l'autostrada dell'inseguimento. Qui, Daphne aziona una leva posta nelle rocce, che svela un rompicapo che, risolto da Fred e Velma, apre un passaggio segreto. Al suo interno, trovano un'enorme collezione di pomelli di cristallo, e il diario personale di Theodore, che confessa di essere il colpevole del furto del diamante, e concludono che il camionista fantasma e il ladro di pomelli è la stessa persona. La gang scappa di nuovo quando il Camion Fantasma li scopre, e i ragazzi lo conducono verso la trappola. Bloccato il Camion Fantasma, Rung si scopre essere il camionista, che, con l'intento di recuperare il diamante rubato da Theodore Avocados, il quale lo sostituì con un pomello, ha creato la leggenda del Camion Fantasma per trasportare fuori città tutte le maniglie di cristallo, nella speranza di trovare la pietra. Velma aveva capito che si trattasse di Rung quando le ricerche di Angel su chi avesse acquistato le ruote del Camion Fantasma a parte George Avocados, rimandavano ad un certo G. Nurno Treddal, che letto al contrario è Rung Ladderton. Alla fine, il sindaco Jones, sebbene Crystal Cove abbia perso un'attrazione turistica per i visitatori, acclama il figlio e gli amici per aver ritrovato il diamante rubato da Avocados.
- Mostro: Camion Fantasma / Rung Ladderton.

## Il mostro della sabbia
Una notte, in spiaggia, una ragazza viene trascinata sotto la sabbia da un gigantesco Uomo-Granchio, davanti agli occhi sbigottiti del fidanzato, per poi essere trascinato anche lui. Il giorno dopo, durante gli allestimenti del torneo femminile di beach volley di Crystal Cove, Fred, Daphne, Velma, Shaggy e Scooby si recano al Chiostro dell'Ostrica per mangiare, e Skipper Shelton, indignato, dice loro che ogni volta che viene organizzato un qualche evento sulla spiaggia, è costretto a traslocare assieme al chiostro. Shaggy, inoltre, ha promesso a Velma di smetterla di abbuffarsi di cibo calorico. Ritornati in spiaggia per assistere alla partita, sia Daphne sia Velma non riescono ad attirare i rispettivi interessi di Fred e Shaggy. Improvvisamente, appare il medesimo Uomo-Granchio, che semina terrore e panico tra i presenti. Benché Angel, presentatrice del torneo, cerchi di scacciare il mostro, ciò non gli vieta di rapire una ragazza e scomparire nel nulla all'interno di un tendone. Lo Sceriffo Stone è titubante nel credere ai ragazzi, così, seguendo il suggerimento del signor Peter Trickell, inventore della Trickell's Trickquid, una particolare acqua energetica, nonché sponsor del torneo, decide di non chiudere la spiaggia. La banda si ritrova dunque un altro mistero da risolvere, e partono da un indizio notato da Velma: sabbia che fuoriesce dall'armadietto di Skipper, che non era presente nel mentre dell'attacco, e che inoltre, ha un movente. Fred si inventa una trappola, e stavolta usa Daphne come esca, che dovrà partecipare al campionato. Prima di mettere in atto il piano, Velma chiede a Daphne dei consigli in amore, ma viene messa KO dall'Uomo-Granchio, che insegue Daphne sino alla trappola, che però non scatta a causa della negligenza di Shaggy e Scooby. Il mostro cattura quindi Daphne, mettendo in crisi Fred, che non riesce a non pensare a lei. Da Angel, i quattro amici, disperati per la scomparsa della ragazza, ricevono una lettera da Mr. E, e aprendola, Velma trova un vecchio ritaglio di giornale che mostra la notizia di un gruppo di ragazzi scomparsi circa 20 anni prima, e alla sua vista, Angel comincia a preoccuparsi per qualche strana ragione. Uno Stereo8 con la voce registrata di Mr. E, sprona il gruppo a continuare le ricerche sulle misteriose sparizioni di Crystal Cove. Fred, Velma, Shaggy e Scooby entrano di nascosto nell'archivio di vecchi articoli di Crystal Cove, e consultando il computer, Velma comunica che nel periodo in cui scomparvero i ragazzi nelle caverne, Skipper aveva giurato che si sarebbe vendicato per i suoi continui traslochi. Inoltre, i quattro scoprono che le grotte di Crystal Cove corrono sotto la parte di spiaggia dove si svolge il torneo. Avendo una pista da seguire, gli amici corrono nelle gallerie, e fortunatamente trovano Daphne e tutte le altre ragazze rapite e il fidanzato di una di esse. All'improvviso, l'Uomo-Granchio fa la sua apparizione, e nel tentativo di stare alle calcagna di Shaggy e Scooby, le scale che portano alla spiaggia vengono distrutte. Improvvisando, i due intrappolano il mostro, che si rivela essere Bud Shelton, confermando i dubbi di Velma. Bud è la mascotte della Trickell's Trickquid, ma anche l'inventore originale, ruolo che Peter Trickell gli ha rubato, impossessandosi dei meriti del giovane. Velma lo aveva notato nell'articolo di giornale nell'archivio, e sapeva che non poteva essere un vero granchio perché Daphne non aveva attacchi allergici. Rincasati da Angel, Daphne fa notare agli amici che due dei ragazzi raffigurati nell'articolo di Mr. E, sono gli stessi presenti nel medaglione trovato nelle grotte di Crystal Cove.
- Mostro: Uomo-Granchio / Bud Shelton.
- Note: Nel background compaiono sullo sfondo Ciottolina e Bam Bam da grandi de Gli antenati.

## La canzone del mistero
Arthur, il bambino al quale Daphne fa da babysitter, una sera, si trasforma in un piccolo mostro con le zanne all'udito di una misteriosa canzone suonata da un individuo mascherato. Daphne riesce a scappargli, e il giorno dopo racconta tutto alla squadra. Fred, Daphne, Velma, Shaggy e Scooby, mentre vanno a scuola, apprendono dallo Sceriffo Stone che quasi tutti i bambini della città son stati mostrificati, inducendo i genitori ad abbandonare Crystal Cove. Ciò nonostante, il sindaco Jones vieta alla gang di risolvere il caso, vedendo in esso la possibilità di attirare turisti a Crystal Cove. Nel frattempo, Velma cerca di cambiare il look disordinato e inadatto di Shaggy, oltre a donargli un elastico che dovrà mettersi al polso, e che schioccherà ogni volta che dirà la parola "tipo". A scuola, Fred, temendo di essere bocciato al corso di educazione civica, riceve l'aiuto del tutor Mary Anne Gleardon, e nello stesso momento, Daphne fa la conoscenza del nuovo professore straniero, Luis De Potrillo. Quando il numero di bambini mostrificati aumenta, la gang decide di indagare, e dopo che Angie, regala a Velma una maglia raffigurante la figura mascherata, Daphne ricorda di aver visto la medesima nel libro del professor Potrillo. Recatisi nell'ufficio dell'uomo, Luis mostra ai ragazzi delle diapositive sul Que Horrifico, entità del folclore indigeno, che con l'ausilio del suo flauto di pan, trasforma i bambini in mostri. Velma comincia a nutrire dei sospetti verso Potrillo, pertanto, quella notte, i cinque amici si accampano fuori casa sua per spiarlo. Essendo scoperti, i ragazzi scoprono che anche Luis stesso ha paura di poter essere il Que Horrifico, giacché la creatura dovrebbe prendere possesso di una persona nelle ore notturne, per poi liberare il corpo, e lasciarlo privo di memoria. I cinque incatenano dunque il professore ad un divano in attesa della sua mutazione, ma sciolgono tutti i dubbi quando il vero Que Horrifico si palesa per strada, mostrificando i bambini. A Fred viene in mente un piano per acciuffarlo: la gang impersonerà un adorabile famiglia, così, il Que Horrifico non resisterà alla tentazione di tramutare Shaggy e Scooby, combinatisi come bambini. La trappola funziona, ma la creatura chiama in suo soccorso i bambini, che aggrediscono la gang. All'improvviso, Fred accende per sbaglio la TV, e davanti al programma, i piccoli svelano di essersi semplicemente travestiti, e iniziano a calmarsi guardando la televisione. Dopodiché, il Que Horrifico viene smascherato come Mary Anne, la quale, utilizzando la leggenda del mostro, voleva amministrare da sola Crystal Cove senza adulti in circolazione, e aveva convinto i bambini a stare al suo gioco promettendogli caramelle. Infine, riuniti da Angel, Velma capisce che è stata una forzatura quella di voler cambiare lo stile di Shaggy, che le restituisce i suoi nuovi pantaloni, e la perdona.
- Mostro: Que Horrifico / Mary Anne Gleardon.

## Il ballo stregato
Per le strade di Crystal Cove si aggira una limousine in cui un terribile spettro femminile rapisce i ragazzi. Frattanto, il ballo scolastico è alle porte, e Shaggy è indeciso tra il voler andare con Velma o rimanere a casa con Scooby a vedere la maratona di film horror del loro idolo, Vincent Van Ghoul. In città, intanto, arriva l'affascinante ma misteriosa Alice May, che fa breccia nel cuore di Fred, scatenando le ire di Daphne. L'avvertimento dello Sceriffo Stone riguardo alla limousine fantasma sollecita la banda ad indagare, e Daphne, quella sera stessa, decide di continuare a scavare nella scomparsa dei ragazzi di cui parlava Mr. E, nella biblioteca scolastica. Scopre però che qualcuno ha eliminato ogni traccia su libri, mappe e articoli di giornale per impedire che venga tutto venga svelato. In quel momento, Daphne si sente osservata e inseguita, e arrivata in bagno, incappa proprio in Alice, che si giustifica dicendo che la mancanza di acqua corrente a casa sua l'ha costretta ad usare il bagno della scuola. Daphne, incerta sulle parole della ragazza, la pedina sino a quando non la vede entrare nello scantinato. Da Angel, Daphne tenta di convincere Fred, Velma, Shaggy e Scooby che Alice, probabilmente, è il fantasma della limousine. Fred, che pare essersi preso una cotta per Alice, non le crede, così Daphne, Velma, Shaggy e Scooby, tramite l'indirizzo di Alice, giungono nel luogo dove dovrebbe trovarsi casa sua, ma che in realtà si scopre essere il cimitero. I quattro si dividono, e mentre Daphne e Scooby vengono aggrediti dal fantasma, Shaggy non riesce a prendere una decisione nel vedere Velma così eccitata per il ballo. Gli amici, scappando dallo spettro, entrano nella cripta di Brividoso Carlswell, vecchio criminale che smascherarono in passato, nonostante Velma dica che l'uomo non è morto, bensì vivo e incarcerato. Aprendo la bara, trovano solamente i vestiti del Brividoso e una ricevuta di trasferimento al liceo di Crystal Cove, e in quel preciso momento, sopraggiunge anche Fred, che comunica a Daphne di aver accettato l'invito di Alice di andare con lei al ballo. Arriva la sera della festa, e Shaggy illude Scooby per andarci con Velma. Tuttavia, quando Shaggy entra nella limousine con Velma, Scooby pensa che l'amico sia stato rapito dal fantasma, così lo insegue fino alla scuola. Nel frattempo, Daphne viene convinta in maniera alquanto strana da sua sorella maggiore Delilah a combattere per Fred, così corre da lui prima che possa salire nella limousine con Alice, e lo dissuade dall'andare al ballo con la ragazza. Il fantasma, purtroppo, irrompe alla festa, mettendo in fuga chiunque, e la gang si rifugia nel seminterrato, dove recuperano uno zaino con i vestiti sia di Alice sia del vecchio Brividoso. I ragazzi ideano una trappola, con la quale il fantasma viene catturata e svelato di essere Alice. La ragazza dice di essere la figlia del Brividoso, che aveva promesso di vendicarsi di chi avesse mandato in prigione il padre, e aveva usato il costume del Brividoso per fabbricare il suo autentico vestito, impersonando così il fantasma, con l'intento di rovinare la banda. Scooby, poi, se la prende con Shaggy per averlo tradito ed essere andato al ballo con Velma senza neanche avvertirlo. Quando Alice viene portata via dalla polizia, Daphne nota che non è stata presa la borsa della ragazza, dalla quale cade un vecchio annuario del liceo di Crystal Cove. Sfogliandolo, Velma trova la pagina dedicata al gruppo di ragazzi scomparsi nelle grotte in passato, chiamato "Mystery Incorporated", e formato da: Brad Chiles, Judy Reeves, Cassidy Williams, Ricky Owens e la mascotte, il pappagallo Professor Pericles. La domanda che ora tutti si pongono è come mai sono scomparsi. Più tardi Alice rivela che in verità non è la figlia del Brividoso, e che è uscita di prigione grazie ad un complice di Mr. E, di nome Ed Machine, che l'ha ingaggiata proprio da Mr. E per far sì che la gang trovassero l'annuario e iniziassero ad entrare in profondità nella scomparsa della Mystery Incorporated e nel maleficio di Crystal Cove.
- Mostro: Fantasma di Alice May / Alice May.
- Note: L'aspetto di Alice May è basato sul personaggio di Gwen Stacy dal fumetto di Spider-Man.

## Concerto spettrale
Velma procura per tutta la gang dei biglietti in prima fila per il concerto del suo gruppo preferito, le Hex Girls, ma nel mentre dello spettacolo, uno Spettro minaccia le cantanti di ritirarsi dal mondo della musica, e arriva a far cadere un enorme registratore di cassa, rischiando di uccidere Thorn. Thorn, Dusk e Luna ignorano le intimidazioni dello Spettro, e decidono di continuare con la tournée, anche se il loro macchinista, Daniel Prezette è in disaccordo. Fred pensa che Thorn sia nel mirino dallo Spettro, per cui convince Daphne a diventare la sua sosia in modo tale da salire sul palco come esca per catturarlo. Intanto, la tensione tra Shaggy e Scooby aumenta, e il cane non riesce neanche più a guardarlo in faccia dopo essere stato tradito, e finisce col trovarsi un nuovo amico, ossia un pupazzo da ventriloquo di nome Harry. La sera dell'esibizione, Daphne, immedesimatasi in Thorn, inizia a cantare, e proprio come previsto, lo Spettro compare e la rapisce, poiché la trappola di Fred è risultata inefficace. Fred si dispera per non aver riuscito a salvarla, e comincia ad intuire delle emozioni che prova verso di lei, ma quando capisce che qualcuno ha sabotato la sua trappola con del grasso, mette da parte i sentimenti. In quel preciso momento, Daphne, dopo aver sentito le orribili parole del giovane, che diceva di non volere che gliene importasse di lei, cade dal soffitto a cui era legata con una corda, e dopo essere stata guarita e confortata dagli amici, se la prende con Fred. A casa di Velma, poi, le Hex Girls fanno di Daphne una vera cantante punk per la prossima trappola, e anche se Fred cerchi di dichiararle i suoi sentimenti, viene cacciato in malo modo. Intanto, Scooby continua ad ignorare Shaggy, e mentre discutono, vengono attaccati dallo Spettro, che provoca un'esplosione dalla quale escono sani e salvi. Grazie ad un pezzetto del vestito dello Spettro recuperato dal pupazzo Harry, Shaggy crede di averlo già visto il tipo di tessuto, e si ricorda del video musicale di un certo Fantzee Pantz, che indossa lo stesso materiale. Shaggy e Scooby sospettano quindi di Gus Boggs, ex manager di Pantz, e attuale manager delle Hex Girls. Thorn sprona Daphne ad andare avanti e non pensare a Fred, e insieme scrivono una canzone, che intonano quella sera al concerto, al fine del quale, lo Spettro compare e crede di aver rapito Daphne, ma in realtà è solamente il pupazzo Harry. Intrappolato in una rete, lo Spettro si rivela essere Daniel Prezette, che altri non è se non Fantzee Pantz, che voleva distruggere le Hex Girls per averlo rovinato. Intanto che Fred e Daphne sembrano avvicinarsi intimamente, Shaggy e Scooby danno un freno alle loro divergenze e fanno la pace, malgrado Velma inizi a sentirsi un po' gelosa.
- Mostro: Spettro / Daniel Prezette / Fantzee Pantz.
- Note: Le Hex Girls, gruppo di cantanti femminili dal look dark erano già apparse in Scooby-Doo e il fantasma della strega, Scooby-Doo e la leggenda del vampiro e in una puntata de Le nuove avventure di Scooby-Doo.

## Il ghigno dello Gnomo
La gang partecipa alla Fiera Medievale di Crystal Cove; Fred, Daphne, Shaggy e Scooby si travestono in tema, eccetto Velma, che è ancora triste per la relazione confusionaria con Shaggy. Proprio quando arrivano, lo Sceriffo Stone e il sindaco Jones comunicano loro di un'aggressione avvenuta da poco ai danni di un giovane ragazzo con un vestito da pirata, la cui fidanzata, in lacrime, dice che il colpevole sia una sorta di Gnomo dalle mani paralizzanti. Velma ha l'idea di consultare sua madre Angie, che lavora in uno stand, per capire cosa stia accadendo e per ricevere dei consigli su come debba comportarsi con Shaggy. Angie la incoraggia a essere sé stessa, dopodiché le offre un libro sulla storia degli gnomi, che, tuttavia, serve a ben poco nelle indagini. Nel mentre, altri due ragazzi conciati da pirati, vengono paralizzati dal malvagio Gnomo nel parcheggio, e giunta la polizia e l'ambulanza, Daphne trova accanto al corpo di uno dei due, un orecchino rosa. Le aggressioni verso coloro vestiti da pirati salgono a dismisura, tant'è che alcuni dei paralizzati vengono ospitati in un cinema a causa del sovraffollamento in ospedale. La gang entra di nascosto nell'edificio per ispezionarlo, e Daphne, notando l'amarezza di Velma, le chiede cosa stia passando, e la ragazza, finalmente, le confessa del suo amore per Shaggy. Daphne conforta l'amica, e usa la relazione di Velma e Shaggy come pretesto per farsi accorgere da Fred, che nel frattempo, ha trovato una strana sostanza. Dagli esperimenti di Velma, viene fuori che tale sostanza è una tossina di medusa, che provoca una paralisi temporanea e istantanea al tatto. Ritornati alla fiera, Shaggy e Scooby assistono a un litigio tra Gill Gambacorta, un giullare di corte, nonché marito della ricca Regina Amanda, e Lord Barry. Quest'ultimo viene inseguito da Shaggy e Scooby fino al suo camerino, dove dimostra di essere un appassionato di pirati. Subito dopo, lo Gnomo appare e Shaggy, corso nel bosco assieme a Scooby, ne cade vittima. Velma e Scooby rimangono malissimo alla notizia, all'improvviso, Mr. E telefona al cellulare di Fred, dando ai ragazzi il suggerimento di iniziare dalla fine. Velma si fa condurre quindi da Scooby nel posto esatto in cui ha visto per l'ultima volta Shaggy, e Daphne scova un'entrata segreta da un albero che conduce ad una fitta rete di percorsi di camminamento al di sopra del parco. Qui, Scooby salva Shaggy, per poi darsi alla fuga per colpa dello Gnomo, che in seguito ad una spericolata corsa, cade nella trappola di Fred. Lo Gnomo è nientedimeno che Gill Gambacorta, che aveva sempre tenuto all'oscuro il fatto di essere terribilmente basso, e ciò gli consentiva di essere lo Gnomo. Usava dei guanti ricoperti di tossina per paralizzare le vittime, e, pur di incastrare sua moglie Amanda, scontrosa verso i pirati, per impadronirsi della sua immensa fortuna, ha lasciato vicino ad uno dei corpi il suo orecchino. Risolto il mistero, la gang comincia a divertirsi alla fiera, ma Velma si imbatte in una misteriosa figura che lascia cadere per terra un cofanetto inviato da Mr. E. Aprendolo, la ragazza trova un foglio in cui Mr. E risolleva il suo umore, dicendole che "Tutto questo è già accaduto". Collegata, Velma rinviene anche la foto della Mystery Incorporated, con la loro mascotte, il Pappagallo Professor Pericles, cerchiato in rosso.
- Mostro: Gnomo / Gill Gambacorta.

## La battaglia dei Gigantonauti
Il sindaco Jones e lo Sceriffo Stone si trovano ad una serata di divertimento e relax, fin quando non salta fuori un gigantesco mostro dal colore verde, che demolisce ogni cosa, e, fortunatamente, i due uomini riescono a tirarsi in salvo. Il giorno seguente, Scooby, nel tentativo di cercare Shaggy, lo becca in giardino mentre si bacia con Velma. La ragazza, stanca di dover mentire di nuovo, obbliga Shaggy a rivelare della loro relazione a Scooby, che comincia a non rivolgergli più la parola un'altra volta. La gang arriva poi sul luogo del disastro capitato la sera precedente, e qui, oltre a fare la conoscenza di Rusty Gnales, un appaltatore che si intasca i soldi dell'assicurazione, i ragazzi chiedono allo Sceriffo Stone cosa fosse esattamente quella creatura. Bronson dice che era una cosa mai vista, e per questa ragione, credendo di aver trovato una nuova specie aliena, lo denomina "Gigantonauta". Poco dopo, un ulteriore Gigantonauta, stavolta color rosso, distrugge un edificio di proprietà di Jex Minner. Al K-Ghoul, stazione radio di Angel, il nervosismo tra Velma, Shaggy e Scooby si risente anche sul resto del gruppo, pertanto, Fred decide di fare una seduta di supporto con l'aiuto dello Sceriffo Stone. Il tutto si svela essere una sciagura, così Velma e Scooby cercano di forzare Shaggy sullo scegliere tra la sua fidanzata e il suo migliore amico. Frattanto, Fred sceglie di ribattezzare il nome della squadra in "Mystery Incorporated", in onore di coloro che li hanno preceduti, e convince Daphne, Velma, Shaggy e Scooby ad indossare delle ridicole tute abinate. Ritornati sulla scena del crimine, Daphne e Velma suppongono che Rusty Gnales sia il colpevole, visto che è colui che ricava dalle distruzioni. Dunque, quella stessa sera, la nuova Mystery Incorporated, si introfula nella sua impresa di costruzioni per indagare. Shaggy e Scooby hanno difficoltà a lavorare insieme dato che non stanno andando molto d'accordo tra di loro, quando il Gigantonauta Verde aggredisce il gruppo. Rusty è testimone dello sfracello, quindi viene eliminato dalla lista dei sospettati. Il Gigantonauta Verde, intanto, fa cadere una gru su di un serbatoio di propano, causando un'esplosione, dalla quale escono tutti quasi intatti. Alla Mystery Machine, la gang si scoraggia per il recente buco nell'acqua, e mentre stanno ascoltando alla radio uno spot pubblicitario su Max Minner, fratello di Jex, la linea si interrompe a causa di Mr. E, che li contatta per un indovinello con cui risolvere il mistero. All'ufficio del sindaco Jones, Fred prega il padre di fare qualcosa per i Gigantonauti, e il sindaco gli mostra la sua tattica per catturarli, e allo stesso tempo, ottenerne dei soldi: riuniranno tutta Crystal Cove allo stadio per un evento al quale i mostri non potranno mancare. Fred rimane piuttosto deluso e ferito dal padre per non aver preso parte alla costruzione della trappola per i Gigantonauti. La Mystery Inc. si riunisce allo stadio, dove Velma proietta uno schema, sul suo laptop, su tutti i luoghi devastati dai mostri, apparentemente senza una logica. Un'insolita frase di Shaggy, fa capire a Velma la soluzione all'indovinello di Mr. E, così, la squadra abbandona lo stadio per raggiungere una vecchia rimessa di barche, che Velma crede sia la prossima tappa dei Gigantonauti. Infatti, si presentano sia il Gigantonauta Verde, che il Gigantonauta Rosso, che iniziano a combattere tra di loro, e approfittandone, Fred cala una rete che li imprigiona. Sopraggiunti Bronson e il Sindaco Jones, Velma smaschera i Gigantonauti come Max Minner e Jex Minner, proprietari delle compagnie assicurative di Crystal Cove. Con un tranello, Velma ha attirato nella rimessa entrambi dopo averla assicurata alla polizza sia di Jex, sia di Max, affermando il fatto che i fratelli non si sopportano al punto tale da distruggere gli affari l'uno dell'altro. La loro rivalità iniziò quando Max rinunciò ad un trucco del circo in cui lavoravano, per poi sfociare in una vera e propria guerra una volta entrati nel business assicurativo di Crystal Cove. Alla fine, Daphne, Velma, Shaggy e Scooby restituiscono a Fred le loro orribili uniformi, soddisfatti del nuovo nome della squadra. Con un problema in meno da affrontare, Velma e Scooby ritornano alla questione Shaggy, ma il ragazzo, non essendo capace di prendere una decisione, fugge via. 
- Mostro: Gigantonauta Verde / Max Minner

Gigantonauta Rosso / Jex Minner.
- Note: L'episodio è un omaggio al film Kong, uragano sulla metropoli.

## ScoobyBotic
Crystal Cove è minacciata da un violento e spaventoso cane che somiglia proprio a Scooby-Doo. Un giorno, a scuola, la Mystery Incoporated incontra il saputello Jason Wyatt, conoscente di Velma, e suo ex aiutante nel club giovanile di robotica. Le avances di Jason nei confronti di Velma istigano Shaggy, che con galanteria, porta via con sé la ragazza. La sera, la visita turistica di Angie viene ostacolata dall'arrivo del brutale cane, che causa diversi feriti, tra cui anche Angie stessa. La squadra arriva appena in tempo per vedere lo Sceriffo Stone arrestare e condurre Scooby nel manicomio per animali, accusato di essere l'artefice da un video girato da un presente, e dal ritrovamento di un collare identico al suo. Il mattino seguente, la gang si reca al manicomio in cui è rinchiuso Scooby per vederlo, e vengono guidati dall'agente Johnson. Improvvisamente, mentre stanno osservando gli altri animali, la melodia del pendente di Daphne incita a far parlare un pappagallo confinato in isolamento per via della sua malvagia e subdola intelligenza. Johnson afferma che sono circa 20 anni che non si metteva a parlare, e apre la gattabuia e la Mystery Incorporated scopre che il pappagallo in questione è  il Professor Pericles, mascotte della vecchia Mystery Incorporated, apparso nella foto che Mr. E aveva inviato a Velma. Pericles, servendosi del suo ingegno, mette fuori gioco Johnson in modo da poter parlare con I ragazzi. Pericles li avvisa di stare attenti a chi è vicino a loro, specialmente a Fred. Ripresosi Johnson, la gang viene sbattuta fuori, così si dirigono sul pullman dell'aggressione. Qui, Daphne raccoglie un pezzo robotico, e capiscono che il cane è solamente un robot. Velma riconosce subito quel frammento, dunque, la gang si dirige verso casa di Jason, dove, in aggiunta allo scoprire che il giovane è davvero ossessionato da Velma, i ragazzi lo accusano di essere la mente dello ScoobyBotic. Tuttavia, Jason, ferito dai loro sospetti, ammette di avere un alibi solidissimo, dato che al momento dell'attacco era nel mentre di una conversazione al computer con i suoi amici nerd, perciò scaccia di casa la Mystery Inc. Durante il tragitto per casa, i ragazzi vengono attaccati da ScoobyBotic, e dopo averlo seminato, chiedono aiuto allo Sceriffo Stone, che riceve una chiamata dal manicomio per animali, dove ScoobyBotic sta diffondendo terrore. Shaggy è preoccupato che la preda di ScoobyBotic sia Scooby, di conseguenza, il team corre al manicomio degli animali per salvarlo. Con Scooby di nuovo nella squadra, la gang vengono inseguiti fino ad una fabbrica abbandonata dalla creatura. Velma e Shaggy scampano da ScoobyBotic grazie a Scooby, che viene a sua volta salvato da Fred, e infine, il cane robot viene distrutto dal vero Scooby. La Mystery Inc. acciuffa poi il creatore dell'androide, svelando di essere la signora Wyatt, madre di Jason, che aveva architettato ogni cosa per vendicarsi di Velma e dei suoi amici che avevano allontanato il figlio. Successivamente, Shaggy, capendo di tenerci sul serio a Scooby, dice a Velma di non sentirsi ancora pronto a continuare la loro storia, lasciando la povera ragazza con il cuore spezzato. Nel frattempo, l'agente Johnson chiama lo Sceriffo Stone per comunicargli che nel trambusto al manicomio, il Professor Pericles è riuscito a liberarsi e a scappare. Velma, ancora in lacrime, viene contattata da Mr. E, il quale le suggerisce di seguire il pappagallo.
- Mostro: ScoobyBotic / Signora Wyatt.
- Note: Le sequenze con il cane robot contengono diverse citazioni dal primo Terminator e ad Alien. La sequenza in cui la Mistery Inc. parla con Pericles è un riferimento al film Il silenzio degli innocenti. Tra gli animali del manicomio inoltre appare anche l'Orso Yoghi.

## La pozione segreta
La Mystery Incorporated sta attraversando un periodo un po' buio: Daphne ce l'ha con Fred per il suo mettere le trappole sempre al primo posto, mentre Velma è arrabbiata con Shaggy per averla scaricata per via di Scooby, ed è arrabbiata anche con lui. In un giorno di sole, il gruppo è riunito alla piscina in casa Blake, quando giunge Nan, irata per la sua asta di beneficenza rovina a causa di una donna Vampiro, che ha rubato un quadro spaventoso privo di valore. Fred è desideroso di investigare, ma le divergenze all'interno della squadra, portano a farla dividere in due gruppi: Fred, Shaggy e Scooby da una parte, e Daphne e Velma dall'altra. I maschi, con la Mystery Machine, indagano in alcuni luoghi dove un vampiro possa recarsi, e nel contempo, le ragazze se la godono stando nella villa dei Blake, finché Nan non esce furtivamente di casa con una banale e poco credibile scusa. Daphne e Velma tentano di seguirla a piedi per scoprire cosa voglia fare, ma ne perdono le tracce. Le amiche notano però che le luci dell'orto botanico sono accese, così pensano che Nan si trovi lì, ma alla fine vengono catturate da una trappola di Fred, accorso assieme a Shaggy e Scooby nella serra dopo aver sentito degli strani suoni. Di nuovo riuniti, il geuppo viene aggredito dal Vampiro, che scappa via con una rarissima orchidea. La Mystery Inc. tenta la fortuna al Museo Spettrale di Crystal Cove gestito da Angie, e qui, l'agente segreto di Mr. E, Ed Machine, senza rivelarsi, lascia cadere un libro per Daphne che aiuterà la banda con le indagini. Daphne, all'interno del libro trova una rivista, facendo capire al gruppo che il Vampiro sta cercando gli ingredienti per il siero dell'Eterna Giovinezza, al quale servono sia un quadro orrendo, che un'orchidea rara, e in aggiunta altri due oggetti ancora da scovare. Il primo di essi è uno speciale vino che Velma crede si possa trovare al ristorante di lusso Crab Net del Dr. Calimari. Camuffati da francesi, i ragazzi cercano di illudere il personale del ristorante per poter entrare, ma non funzionando, pregano di riuscire almeno ad andare in bagno, e così facendo, hanno una buona occasione per entrare nella cantina. Qui, il Vampiro compare nuovamente, e dopo averli rinchiusi dietro una porta di ferro, si dilegua assieme alla bottiglia di vino millesimato. Una volta liberati, la gang scopre che l'ultimo oggetto che serve al Vampiro è un prezioso rubino maledetto, chiamato l'Occhio del Diavolo, e custodito nel Museo della Darrow University. Il piano della Mystery Inc. non va a buon fine, poiché il Vampiro li inganna affinché recuperi il rubino, ma Velma aveva già preso il diamante autentico, dando la possibilità a Fred di fermarla, mentre Daphne, pensando si tratti della madre, è sul punto di trafiggerla con un paletto di legno. Il Vampiro, però, togliendosi la maschera, rivela la sua vera identità da Sheila Altoonian, amica di Nan, gelosa del fatto che sia più giovane di lei, ciò nonostante invecchia più in fretta di Nan, ragion per cui ha cercato di fabbricare il siero dell'Eterna Giovinezza. Nan si scusa con Daphne per non averle detto della sua partecipazione a dei corsi serali per conseguire al diploma di notaio, anche se ammette di pensare di non poter passare la finale il giorno dopo. Nonostante abbiano risolto il mistero, Fred, Daphne, Velma, Shaggy e Scooby sembrano non essere più una vera e propria squadra, e ognuno di loro si allontana tristemente, prendendo strade separate, e venendo spiati da lontano da Ed Machine.
- Mostro: Vampiro / Sheila Altoonian.

## Non aprire quel libro!
Un ragazzo prende in giro un gruppo di nerd appassionati dei racconti fantasy dello scrittore H. P. Hatecraft, in particolare del suo ultimo libro che narra la leggenda di Char Gar Gothakon, un mostro dalla testa di piovra, che emette degli urli sonici, nel parcheggio, il ragazzo viene aggredito proprio da Char Gar Gothakon in persona. Il giorno seguente, Fred, Daphne, Velma, Shaggy e Scooby, inconsapevolmente, capitano tutti insieme alla Darrow University per visitarla: Fred conosce dei ragazzi forzuti appassionati di lotta libera della confraternita maschile, in cui alloggiava anche suo padre, il sindaco Jones, quando era giovane; Daphne, invece, cerca di seguire le orme delle sue 4 sorelle maggiori, che si sono laureate proprio lì; Velma è impaziente di incontrare il professor Harlan Ellison, suo autore preferito e diretto avversario dei racconti di Hatecraft; Shaggy e Scooby, infine, vogliono assaggiare le prelibatezze del campus, che, tuttavia, scopriranno che hanno cambiato gestione da poco e ora servono pietanze vegetariane. Mentre Daphne fa la conoscenza di un gruppo di attivisti che lottano per i diritti comuni, anche per quelli più insoliti, e capitanati dal leader Ernesto, il firmacopie di Ellison va a gonfie vele, tranne quando un grande fan di H. P., Howard E. Roberts si scontra con gli ideali del professore. Poco dopo, Harlan viene attaccato da Char Gar Gothakon, e le sue urla raggiungono le orecchie di Fred, Daphne, Velma, Shaggy e Scooby, che accorrono per salvarlo. Il mostro scompare, e Velma trova sulla scena dell'aggressione un libro di Char Gar Gothakon studiato nei minimi particolari e che, inoltre, puzza di tanfo. Velma sprona i suoi ex colleghi di avventure a recarsi nella magione di Hatecraft. I cinque si imbattono in H. P. mentre sta guardando un notiziario sulla scomparsa degli archivi della famiglia Darrow. Hatecraft dimostra di essere molto superstizioso, perché pensa di aver creato una sorta di portale con una dimensione oscura, dalla quale Char Gar Gothakon è riuscito a fuggire. Dopo essere usciti dalla tenebrosa villa, Daphne, Velma, Shaggy e Scooby continuano per le rispettive strade, lasciando Fred da solo a voler risolvere il mistero. Comunque, quando Char Gar Gothakon sgancia un attacco nel locale dove si trovavano Velma, Shaggy e Scooby, i cinque scoprono che Hatecraft li ha seguiti e spiati per tutto il tempo. Il professore ha in mente un piano per cacciare via il mostro nella sua dimensione, e così, durante una lezione, rivela che ogni singolo racconto scritto da lui è basato sulla fantasia e sull'immaginazione. Ciò non basta a far sparire la creatura, che compare e rapisce Hatecraft, conducendolo a casa sua. La gang arriva in suo soccorso, ed entrati, si dividono, e Velma, oltre ad avercela con Shaggy, è arrabbiata anche con Scooby, per il quale il fidanzato l'ha mollata. Shaggy, improvvisamente, grida per via di uno zaino che ha scambiato per il mostro, e che contiene diverse storie e leggende, con la stessa puzza del libro trovato in precedenza. Fred, invece, libera il ragazzo rapito dalla creatura il giorno prima, intrappolato in una stanza, dopodiché, i cinque giungono sul tetto, dove Char Gar Gothakon è intenzionato a scaraventare giù il professore. Scooby e i suoi amici salvano H. P., e catturano il mostro, che Velma, come già sospettava, smaschera da Howard, il fan sfegatato di Hatecraft. Howard voleva difendere l'idolo dai critici, tramutando la sua leggenda in realtà, e dalle conoscenze pregresse da un corso di applicazioni militari di tecnologia degli effetti sonori, riusciva a effondere le potenti urla. La puzza proveniva dalla sua maschera, formata da una vera piovra. Nel momento in cui però Hatecraft ha confessato del falso che raccontava nei suoi libri, Howard non ce l'ha fatta a reggerla e ha attentato alla vita del professore. Alla fine, H. P. e Harlan raggiungono un compromesso, tanto da iniziare a pensare di voler lavorare insieme per la realizzazione di un nuovo libro. La Mystery Incorporated, si riunisce, e contenti per la riappacificazione, aprono gli sportelli della Mystery Machine, trovandoci al suo interno gli archivi della famiglia Darrow trafugati. Velma legge la lettera di Mr. E capitata accanto al baule, e il misterioso uomo dice che se i membri dell'originaria Mystery Inc. avessero ricevuto quel materiale in passato, forse non sarebbero scomparsi. La cassa pare contenere l'intera storia di Crystal Cove. 
- Mostro: Char Gar Gothakon / Howard E. Roberts.
- Note: Il personaggio di H.P. Hatecraft è un evidente omaggio al celebre scrittore Howard Phillips Lovecraft ed anche il mostro ricorda Cthulhu. Il colpevole Howard E. Roberts invece richiama nel nome Robert Ervin Howard che era amico di Lovecraft. Harlan Ellison è realmente uno scrittore, e ha doppiato sè stesso nell'episodio. Invece il titolo dell'episodio è un riferimento al film horror Non aprite quella porta.

## Cicalando Cicalando
Un impiegato della pericolosa compagnia della Destroido di Crystal Cove, ignora l'avvertimento telefonico di uno sconosciuto che gli intima che, se non lascerà la Destroido, capiterà qualcosa di orribile. Mentre sta guidando verso casa, l'uomo viene aggredito da una gigantesca creatura formata da numerose cicale, che quasi spinge l'auto in mare. Il mattino successivo, dopo una lezione tenuta dall'affascinante professore di biologia, Rick Yantz, che cattura gli interessi di Daphne e Velma, Shaggy trova all'interno della busta delle merendine gli Spicchi di Natura, un messaggio da parte di Mr. E, che li avverte di un mistero atteso in ospedale. La Mystery Inc. arriva all'ospedale, dove lo Sceriffo Stone, rabbrividito, racconta della sventura della notte precedente, e della Creatura Cicala, ma il sindaco Jones proibisce a Fred e ai suoi compagni di investigare. La gang si ritrova poco tempo dopo, nuovamente, all'ospedale per visitare un'altra vittima della Creatura Cicala, nonché dipendente della Destroido. Qui, Shaggy e Scooby conoscono Nonna Gelsomina, creatrice dei loro spuntini gli Spicchi di Natura. Abbandonando la stanza in seguito alle palpitazioni dell'uomo, che stava narrando della sua terribile esperienza con la Creatura Cicala, i ragazzi arrivano nel seminterrato con l'ascensore, contro la loro volontà, e vengono attaccati dal mostro che minaccia di far capitare la stessa cosa anche alla banda la sera della festa in onore della Creatura Cicala indetta dal sindaco Jones per incrementare il turismo. Mentre Scooby cerca inutilmente di far pace con Velma, Fred è geloso del fatto che Daphne pensi costantemente al professor Yantz, ed è determinato a dimostrare della sua colpevolezza. Infatti, Fred crede sia Rick la Creatura Cicala, in quanto amante degli insetti e oppositore della Destroido. Quella sera, così, Fred, Velma, Shaggy e Scooby si recano a scuola, e beccano Yantz suonare con l'arpa una canzone alle cicale, il che fa pensare che usi lo stesso strumento per aizzarle contro qualsivoglia persona. Daphne origlia la conversazione tra Fred e Yantz, durante la quale, il ragazzo lo definisce un ladro di fidanzate. Indignato per le accuse, Rick chiama la polizia, e il sindaco Jones, una volta appreso che la Creatura Cicala ha intenzione di presentarsi la sera della manifestazione, chiede alla gang di partecipare, e colgono questa occasione per catturarla. Alla festa, Daphne accetta l'invito di Fred di andare con lui ad una mostra di trappole, e Shaggy fa presto notare che Yantz sta entrando nell'attrazione della Casa degli Spettri, al cui interno, la Mystery Inc. si imbatte nella Creatura Cicala. Senza via di uscita, Fred usa la forza per rompere un muro e darsela e fuggire, e attirano la Creatura Cicala verso la Mystery Machine, e quando tutti e cinque vengono ricoperti dagli insetti, l'enorme aspirapolvere posto nel furgoncino si aziona, risucchiando ogni cicala, e smascherando la mente del piano come Nonna Gelsomina. Gelsomina spiega che lavorava per la Destroido, e quando aveva scoperto che nei suoi Spicchi di Natura era stato aggiunto un ingrediente segreto per migliorarli, ovvero rifiuti della discarica, si era rivolta al proprietario, che si rivela essere Ed Machine, subordinato di Mr. E, anch'egli aggredito dalla Creatura Cicala. Giurando vendetta, Gelsomina aveva imparato da un programma televisivo sulle onde sonore con cui controllare i movimenti dei pinguini, così usa lo stesso procedimento per dominare le cicale. Alla fine, Fred e Daphne si dirigono alla mostra di trappole, che per la ragazza è sufficiente da considerare loro primo appuntamento.
- Mostro: Creatura Cicala / Gelsomina.

## Finali nazionali dei Risolutori di Misteri
Scooby ha una febbre molto alta, e ciò vieta alla Mystery Incorporated di partecipare alle finali della gara di Risolutori di Misteri, e in particolare, Fred rimane addolorato, quando Velma chiama "assistente" Scooby, quest'ultimo ci rimane male, tanto da fare uno strano sogno in cui guarisce. La gang si dirige dunque al liceo di Crystal Cove, dove si svolgeranno le finali, e alle quali prendono parte anche altri personaggi insieme alle loro mascotte: lo squalo Jabber, Capitan Cavernicolo, la macchina Speedy Buggy, e il Fantasma Funky. Proprio mentre l'ingenua preside Quinlan sta annunciando il caso da risolvere per vincere, appare uno spettro infuocato di nome Lord Infernicus, il quale rapisce tutti i membri delle squadre, eccetto le mascotte, la preside ed Angel, che fungeva da D.J. della serata. Lord Infernicus avverte gli assistenti che le reti di comunicazione sono state disattivate, e che, se entro l'alba non riusciranno a ritrovare gli amici, non li rivedranno mai più. A questo punto iniziano le ricerche: Angel, la preside Quinlan e Speedy Buggy vanno sul tetto dell'edificio per ripristinare le reti e contattare il mondo esterno; Scooby, Jabber, Capitan Cavernicolo e il Fantasma Funky, invece, seguendo dei trucioli di legno, arrivano nel laboratorio di scienze, nel quale trovano dei porcellini d'india con le fattezze dei loro compagni. Scooby mette alla prova il criceto che somiglia a Shaggy offrendogli uno Scooby Snack, che venendo rifiutato, constata che gli animali non i loro amici. Funky, quindi si reca in biblioteca assieme ai porcellini d'india nella speranza di consultare un qualche antidoto per farli tornare umani, dopodiché compare Lord Infernicus, che gongola sulla sua imminente vittoria. Scooby, Jabber e Capitan Cavernicolo leggono poi da un foglio di carta caduto dallo spettro, della partenza dal porto di un carico. I tre credono che Lord Infernicus voglia trasferire i compagni in Africa, così, ricongiuntisi con Angel, Speedy Buggy e con una spericolata preside Quinlan, che intanto hanno riattivato le comunicazioni, anche se risultano essere inutili dato che lo Sceriffo Stone non si fida di loro. Arrivati al molo, con la nave già partita, Jabber e Capitan Cavernicolo la fermano giusto in tempo, ma Lord Infernicus riesce a fuggire con un camion, con a bordo gli amici delle mascotte. Grazie ad un brillante piano della preside Quinlan, il veicolo viene fermato, e dopo aver liberato tutti gli altri risolutori, Lord Infernicus svela di essere il Fantasma Funky, che difatti non è nemmeno un vero fantasma, bensì un attore fallito e un truffatore, che stanco di sentirsi sempre in secondo piano rispetto a quelli della squadra, ha cercato di sabotare le finali, intenzionato a condurre i ragazzi in Africa, e servendosi dei criceti e del suo vecchio costume di scena per rendere il tutto più concreto. Quando i presenti acclamano gli assistenti, Scooby sviene improvvisamente, e il suo sogno finisce. Tornando al mondo reale, Scooby capisce di aver immaginato ogni cosa, e Shaggy gli fa notare che i personaggi che ha immaginato erano delle loro action figure, mentre Daphne e Velma gli rivelano che ha dormito per giorni e che parteciperanno ugualmente alle finali per aver convinto il presidente della competizione a rimandare la finale. Il presidente della competizione si presenta a Scooby, il quale si spaventa poiché è identico al Fantasma Funky.
- Mostro: Lord Infernicus / Jonathan Wellington Muddlemore / Fantasma Funky.
- Note: In questo episodio appaiono i personaggi di altre serie di Hanna-Barbera, basate sul modello della serie di Scooby, con un ruolo da protagonista dagli assistenti. Ovvero Capitan Cavey e le teen angels, Speed Buggy, Jabber Jaw e Il fantasma burlone.

Nel sogno di Scooby, tutti i design dei personaggi e l'ambiente assumono un design animato che rimanda alle prime stagioni della serie.

## Le belle e le bestie
Un gruppo di motociclisti orchi, chiamato la "Nidiata Selvaggia", arriva a Crystal Cove. Al Tiki Tub, nel frattempo, Fred invita anche Velma, Shaggy e Scooby a quello che doveva essere un appuntamento con Daphne, il che urta parecchio la ragazza. Improvvisamente, la Nidiata Selvaggia sopraggiunge al locale, e lo Sceriffo Stone, presente insieme al sindaco Jones, se ne occupa, costringendoli ad andar via. Poco prima di abbandonare il Tiki Tub, Daphne rimane incantata dalle parole del leader della banda, Odnarb, che invita sia lei che Velma ad unirsi a loro, e le due accettano molto volentieri. La sera, Daphne si confida con Odnarb, e Velma cerca di non pensare più a Shaggy sfogandosi con gli orchi. Il mattino seguente, Fred, Velma, Shaggy, Scooby e lo Sceriffo Stone si presentano nella camera di Daphne per avvertirla del fatto che qualcuno della Nidiata Selvaggia ha sottratto all'armeria di Crystal Cove un'arma letale. Nonostante Daphne e Velma tentino di assumere le parti dei motociclisti, Fred e Shaggy, accecati dalla gelosia, decidono di provare la loro colpevolezza. All'armeria, Velma, tramite le prove dello sceriffo, fa notare alla gang che il ladro ha disattivato tutte le videocamere, ma per sua sfortuna, quelle del benzinaio di fronte l'edificio hanno ripreso la scena. Dal filmato e dalle impronte, si capisce che è stato qualcuno della Nidiata Selvaggia, ma non poteva essere Odnarb o la sua banda poiché, all'orario del furto, si trovavano in spiaggia con Daphne e Velma. Velma trova per terra un tovagliolino di carta, che Daphne dice appartenere al locale da Chen, a China Town. Raggiunto il locale, Odnarb nega di aver trafugato il lanciarazzi, ma Fred non gli crede, in quel momento, Mr. E lascia alla Mystery Incorporated un messaggio criptico sotto forma di video raffigurante un pesce spada danzante. Mentre la Mystery Inc. e la Nidiata Selvaggia si sforzano di capire l'indovinello di Mr. E, Velma entra nell'unità centrale del computer di Chen trasformando il pesce spada del video, in una password di sblocco. Tuttavia, Velma e Scooby vengono rapiti da una misteriosa figura, e vengono condotti su di un precipizio da un Orco Oscuro, che minaccia la ragazza di uccidere Scooby se non farà dirottare un treno attraverso Crystal Cove. Velma, nonostante che sia arrabbiata con Scooby, per aver rubato Shaggy a lei, non permette a Orco Oscuro li faccia del male, di conseguenza lo aiuta con il database del treno, e a lavoro svolto, Orco Oscuro prova a sbarazzarsi di entrambi. Velma e Scooby riescono salvarsi, fanno la pace. Ritornati alla stazione di polizia, e riabbracciatisi con gli amici, i due scoprono che Bronson ha arrestato la Nidiata Selvaggia, ma Velma li scagiona, accusando l'Orco Oscuro, e raccontando del dirottamento del treno. Odnarb, a quel punto, ammette che Pesce Spada non è altro che un nome in codice di un videogame segreto, ed è a bordo di un treno sorvegliato diretto ad una grande cerimonia. Odnarb e i suoi compagni si tolgono le maschere, dimostrando di essere solo dei nerd fanatici del mestiere, oltre ai creatori originali della console, e per scaricare la tensione dovuta allo stress, si immedesimano in altri personaggi. La Mystery Inc. e la Nidiata Selvaggia cooperano per acciuffare Orco Oscuro, e salgono a bordo del treno. Qui, il macchinista viene messo KO dal mostro, che poi, con lo spararazzi, fa crollare parte del ponte. Fred e Odnarb se la vedono contro Orco Oscuro, e dopo averlo messo fuori gioco, Fred ferma il treno prima che possa cadere nel vuoto. Orco Oscuro viene poi smascherato come Maxwell, altro eccentrico, ragazzo delle fotocopie, che stufo di essere messo in disparte dagli altri compagni, ha cercato di incastrarli e di distruggere la console Pesce Spada per rovinare la loro carriera. Alla fine, Daphne sceglie Fred ad Odnarb, quest'ultimo, capendo l'amore della ragazza per Fred, la lascia andare, e abbandona Crystal Cove insieme alla Nidiata Selvaggia.
- Mostro: Orco Oscuro / Maxwell.
- Note: l'episodio è una parodia del film Il selvaggio.

## Dove passa Aphrodite
Durante una partita di calcio al Liceo di Crystal Cove, la rivalità tra squadre e spettatori cessa quando l'orribile Dea dell'Amore, Aphrodite, sparge in giro dei fiori che fanno innamorare lentamente gli uni con gli altri, portandoli a perdere la ragione. Il giorno seguente, la Mystery Inc. si accorge di quello che sta accadendo, e Shaggy è euforico perché scopre che non farà un importante test dal momento che è arrivata una supplente. Quando Shaggy si reca in classe, viene sorpreso dalla sostituta del professore, che è proprio Aphrodite, la quale fa respirare al ragazzo un po' della sua pozione d'amore contenuta nei fiori. Shaggy si invaghisce di Velma, che non capendo cosa gli stia capitando, finisce con l'essere travolta dall'incantesimo di Aphrodite, così come tutta la scuola, e poi l'intera Crystal Cove, inclusi Fred e Daphne. Scooby, essendo un animale, è l'unico a non soccombere ad Aphrodite, che in uno scatto d'ira, ordina a Fred, Daphne, Velma e Shaggy, assorbiti dall'amore, di investirlo con la Mystery Machine. Scampato alla morte, Scooby si rifugia in un vicolo, nel quale incontra il fuggitivo Professor Pericles, che offre il suo aiuto per salvare Crystal Cove da Aphrodite, sebbene Scooby sia titubante all'inizio. Dunque, mentre Fred e Daphne, e Velma e Shaggy ampliano le loro relazioni fasulle, Scooby e Pericles collaborano, i due recuperano gli ingredienti per l'antidoto contro l'incantesimo della strega, ma durante il loro lavoro, vengono aggrediti da Aphrodite e dai suoi "sudditi". Gli scagnozzi distrugono tutte le boccette contenenti le cure, ma Pericles riesce a trattenere Aphrodite, per dare a Scooby il tempo di fuggire con l'unico antidoto rimasto. Servendosene, Scooby e Pericles risvegliano dall'incantesimo la restante Mystery Incorporated, e questo incita i cittadini di Crystal Cove ad aizzarsi su di loro. In aiuto, arriva Angel, immune alle pratiche di Aphrodite in quanto non ha il senso dell'olfatto, che con la Mystery Machine, trae in salvo i compagni e Pericles. Pericles fa notare ai ragazzi dell'abito che indossava Aphrodite, e Daphne ricorda che è lo stesso del ballo studentesco. Alla biblioteca scolastica, La gang e Pericles scavano a fondo per trovare qualche indizio, e Velma legge da un articolo di giornale di una certa Amanda Smythe, un genio della chimica, incoronata Reginetta del Ballo diversi anni prima. Purtroppo, le prese in giro dei suoi compagni, la spinsero a lasciare Crystal Cove in lacrime. I ragazzi pianificano una trappola: creano nuovamente l'antidoto da spruzzare durante la cerimonia in onore di Aphrodite. Intanto, le cose tra Fred e Daphne vanno a gonfie vele anche dopo la stregoneria di Aphrodite, contrariamente a Velma e Shaggy, che preferiscono far rimanere i loro rapporti così come sono, nonostante siano riluttanti ad esprimere i reali sentimenti che provano. In municipio, la festa di Aphrodite ha inizio, e la gang ed Angel fingono di essere vittime dell'incantesimo, ma prima che Aphrodite possa essere incoronata Reginetta, la gang emana l'antidoto, che fa tornare tutto alla normalità, e catturano Aphrodite. Velma la smaschera come Amanda, la quale racconta che la sera del ballo, invece di essere incoronata, le venne fatta indossare una maschera da mostro, la stessa che ha usato per impersonare Aphrodite, e giurò che sarebbe ritornata a Crystal Cove per vendicarsi. Essendo un asso in chimica, aveva trovato una formula ormonale in grado di far impazzire d'amore le persone, così da distruggere la città come aveva fatto con lei. Entusiasti per aver risolto l'ennesimo caso, la gang ed Angel, vengono avvicinati dall'associato di Mr. E, Ed Machine, il quale fa sentire loro un messaggio registrato di Pericles, che spiega di essere stato lui stesso a far recapitare ad Amanda la formula segreta del siero, in maniera tale da cercare indisturbato, all'insaputa di tutti, quello che voleva: il manifesto di un'antica nave di Conquistatori; una punta di trapano in diamante così resistente da perforare la pietra; e infine, le relazioni geologiche della società mineraria Darrow. La registrazione termina con Pericles che lancia a Mr. E la prossima mossa. Ed li informa che tutto ciò ha a che fare con la maledizione del tesoro nascosto dai Conquistatori secoli prima, e posto esattamente sotto Crystal Cove. Alla fine, la Mystery Incorporated viene avvisata da Ed che, qualora Pericles riesca a scoprirlo, porterebbe alla fine di Crystal Cove.
- Mostro: Aphrodite / Amanda Smythe.

- Note: Il flashback del ballo di Amanda Smythe è un riferimento allo scherzo fatto nel romanzo Carrie.

## Fuga dal mistero del maniero
In un flashback risalente a 75 anni prima, precisamente la notte di Halloween del 1937 nella quale scomparve l'intera famiglia Darrow con la loro villa. Quella notte i quattro familiari stavano litigando fra di loro per impossessarsi di uno strano oggetto triangolare, per poi venire risucchiati dalla terra a causa di un terremoto sotterraneo. Nel presente, la Mystery Incorporated è riunita al K-Ghoul, e Velma fa il punto della situazione: il pendente ritrovato nelle grotte di Crystal Cove da Daphne, con la foto di Brad Chiles e Judy Reeves; poi alla fuga dell'ingannatore Professor Pericles; dunque si passa alla scomparsa dei Darrow; per poi terminare con Mr. E. Angel arriva comunicando loro che Mr. E, l'altra notte, ha lasciato per lei una sorta di diario personale appartenuto a Cassidy Williams, membro dell'originaria Mystery Incorporated. Dalle pagine del diario, oltre a scoprire dell'amore che Cassidy nutriva per Ricky Owens, la banda apprende che l'ultima sosta che i ragazzi fecero poco prima di sparire fu la villa dei Darrow, che attualmente, è situata sotto la Darrow University. Una sera, quindi, i cinque si recano nell'impianto di riscaldamento del college, nel tentativo di ritrovare qualche passaggio segreto alla magione. Daphne stana un tunnel molto strano, che Scooby capisce essere un caminetto. La gang scende giù per il camino, Velma dice di essere arrivati alla villa dei Darrow. Improvvisamente, una voce misteriosa, proveniente da una radio, minaccia i cinque di ucciderli una volta per tutte con le sue trappole pre-installate. Tuttavia, la voce li ha scambiati per l'originaria Mystery Inc., e non c'è modo di convincerla del contrario. Sfuggiti ai tranelli dello sconosciuto, la gang cade in una botola, per poi risvegliarsi separatamente. Fred e Daphne capitano in una piscina svuotata, e la voce comunica che Brad, per dimostrare dell'amore per Judy, deve liberarla, con degli oggetti posti a caso, dal divano incatenato al tombino prima che l'acqua che sgorga la affoghi, Fred salva Daphne con l'ausilio di ogni cosa offertagli dalla voce. Nel frattempo, Velma, Shaggy e Scooby sono intrappolati in una stanza, e accerchiati da numerosi fili che, se scattati, lancerebbero verso di loro delle armi mortali. La voce rammenta che solo uno di loro nella camera può liberarli, ma parlando della vecchia Mystery Inc., non può essere né Cassidy, o di Ricky, bensì Pericles. Così Scooby, convinto da Velma e Shaggy, riesce a trovare un indizio per Velma, che, eseguito, slega tutte le trappole. La gang si ricongiunge, e insieme, arrivano nella camera della voce, che seguiva ogni loro mossa, e che si rivela ai ragazzi come Danny Darrow, il più giovane della sua famiglia, e unico sopravvissuto, ridotto come un goblin barbone, e che è ossessionato dal fatto che i 5 gli possano portar via il suo "tesoro". Fred, Velma e Shaggy lo chiudono dietro una porta, e Velma rinviene poi lo stesso oggetto per il quale i Darrow stavano litigando, e che somiglia al pezzo di un puzzle. Danny si libera e comincia a dare la caccia alla Mystery Inc., ma Fred, usufruendo delle stesse trappole dell'uomo, lo imprigiona. Danny, capendo di aver frainteso, racconta quello che accadde 75 anni prima: la sua famiglia, incluso lui stesso, avevano trovato un pezzo di una chiave per arrivare al tesoro maledetto che giace sotto Crystal Cove, ossia il pezzo triangolare che Danny reputa il suo tesoro, e che inoltre li aveva resi avidi. Quando però il terremoto li risucchiò, Danny nel corso degli anni vide morire la sua familia, e rimase da solo con l'oggetto, finché non giunsero a ficcanasare la originaria Mystery Incorporated. Spaventato che potessero cercare di rubargli il suo tesoro, Danny preparò delle trappole per il loro ritorno, basandosi sui punti deboli dei ragazzi. Inaspettatamente, la faglia sismica della zona viene risvegliata dalle trappole, e Danny sacrifica la sua vita per lasciar fuggire la gang, donando loro il pezzo. Ritornati in superficie, la Mystery Inc. si domanda se ci siano altri frammenti del pezzo triangolare come quello di Danny, e se c'è qualcun altro a cercarli. In lontananza, il sindaco Jones, assistendo alla scena, si allontana nervosamente. 
- Indizi: Trovato uno strano pezzo che è una chiave per il tesoro perduto di Crystal Cove.
- Mostro: Voce nella radio / Danny Darrow.
- Note: L'episodio contiene diversi omaggi a Saw.

## Il segreto del Dragone
A Macau, in Cina, una giovane ragazza entra in una gioielleria e rimane estasiata da un anello a forma di drago orientale. Il commesso, occupato da una telefonata, non nota che la ragazza ha rubato il gioiello, destinato ad un acquirente, che sopraggiunto per riscuoterlo, e non trovandolo, scatena la sua ira. A Crystal Cove, intanto, Daphne è preoccupata per la cena che si terrà quella sera stessa per il signor Wang, un delegato cinese, in quanto sarà la prima volta che i genitori la vedranno in coppia ufficiale con Fred. Velma presenta agli amici Mai Le, la giovane ladra dell'anello, che soggiorna a Crystal Cove per il programma di scambio studentesco fatto con Marcie. Tra Shaggy e Mai Le si instaura un buon rapporto, e questo provoca la gelosia di Velma, che inoltre non vuole che l'amica faccia la stessa fine che ha fatto lei per colpa di Shaggy. Il signor Wang, accolto in città dal sindaco Jones, nota il gioiello di Mai Le, e resta dubbioso. In casa Blake, durante la cena in onore dell'uomo, alla quale partecipano anche la Mystery Inc. al completo, il sindaco Jones e Mai Le, irrompe uno Stregone Rosso, che intima i presenti di non prendere il cosiddetto "Cuore del Dragone", altrimenti moriranno. Fred aziona delle trappole poste nella sala da pranzo che mettono in fuga lo stregone, ma che fanno arrabbiare i signori Blake, che aumentano il loro disprezzo per il ragazzo. Velma e Scooby trovano una sostanza che Mai Le dice di essere un raro tè infiammabile. Alla Mystery Machine, la banda sorveglia la città in attesa dell'arrivo dello stregone, e infatti si palesa uno Stregone Bianco, e subito dopo compare anche quello Rosso della festa, e tra i due inizia una battaglia. Dopo aver messo fuori gioco il Stregone Rosso, il Stregone Bianco aggredisce la banda, e rapisce Mai Le, che però viene salvata da una trappola di Fred, dopodiché i due maghi scompaiono nel nulla. Fred scorta Velma e Mai Le in casa Dinkley, dove alloggia la studentessa, ma qui, il Mago Bianco appare nuovamente, e in seguito all'essersi scontrate con Shaggy, in procinto di vedere Mai Le, quest'ultima viene privata del suo anello. La Mystery Inc., e Mai Le, si riuniscono da Chen, il quale si vede costretto a confessare di essere stato lui ad interrompere la cena dei Blake, immedesimando lo Stregone Rosso. Chen dice che anni prima, quando viveva in Cina, gli fu affidato un prezioso rubino chiamato "Il Cuore del Dragone", incastonato in un grande Dragone di Giada, e come narra la leggenda, bisogna avere quattro anelli sacri per accedere al diamante. Ora che lo Stregone Bianco ne possiede tutti e quattro, non esiterà a cercare il Cuore del Dragone. Dal momento che la statua contenente il rubino si trova nel locale di Chen, la Mystery Incorporated pianifica una trappola per attirare lo Stregone Bianco nel locale e acciuffarlo. Il tranello funziona, e una volta imprigionato, lo stregone è smascherato come il signor Wang, giunto a Crystal Cove con il pretesto segreto di rubare il Cuore del Dragone, e avendo già tre anelli, gli serviva solamente quello di Mai Le, per cui Chen ha dovuto essere lo Stregone Rosso per fermarlo. Successivamente, Shaggy scopre, a malincuore, che Mai Le sta per ritornare in Cina, così, Velma, vedendo la sofferenza del ragazzo, lo sprona a combattere per lei e giungere all'aeroporto per dichiararsi. Tuttavia, Mai Le non si trova lì, bensì sullo yacht dei Blake per svignarsela da Crystal Cove dopo aver rubato il Cuore del Dragone senza farsi accorgere da nessuno, servendosi della Mystery Inc. La banda blocca in tempo Mai Le prima che possa scappare, grazie alle trappole installate di Fred, e Shaggy rimane deluso dal comportamento della giovane. 
- Mostro: Stregone Bianco / Mr. Wang.
- Note: Nella prima scena, al negozio cinese è presente un essere che è un chiaro riferimento a Gizmo, personaggio protagonista dei film "Gremlins" e "Gremlins 2 - La nuova stirpe".

## Notte Terrorizzante
Mentre stanno guardando un film horror con protagonista il loro attore preferito, Vincent Van Ghoul, Shaggy e Scooby ricevono la visita dell'attore in persona, che annuncia della loro vittoria ad un concorso che consiste nel cenare con lui per un'intera serata in casa sua. I due, elettrizzati all'idea, non perdono un minuto di più, e vengono accompagnati da Vincent nella sua inquietante magione. Qui, mentre stanno mangiando, Vincent rivela ai ragazzi di avere la costante paura di essere osservato da creature mostruose, e poco dopo, si palesa nella sala da pranzo, l'Ape Mutante, essere raccapricciante della cinematografia di Van Ghoul. Shaggy, Scooby e Vincent scappano, ma vengono accerchiati anche da altri due mostri fuoriusciti dai film dell'attore, ossia il Dottor Phobos e il Professor Jantzen. In quel momento, quando tutto sembra essere perduto, compare una figura sconosciuta da tutti e tre, che si fa chiamare Notte Terrorizzante, e che, una volta messi fuori gioco i tre mostri, attacca Vicent, Shaggy e Scooby, i quali riescono a rifugiarsi in una stanza. Scoprendo che non c'è modo di abbandonare la casa, neanche inserendo il suo codice di sblocco, Vincent confessa ai ragazzi che i primi tre mostri comparsi erano solamente attori che recitavano per spaventarli, ma Notte Terrorizzante è una vera creatura demoniaca. Vincent si rivolge alle telecamere nascoste tra le mura di casa che stanno registrando ogni cosa per il nuovo reality show dell'attore, ma i membri della produzione pensano che stia improvvisando. Quando capiscono che Notte Terrorizzante sta davvero attentando alla vita dei ragazzi, lo staff non può far niente perché l'unico sistema per aprire le porte è all'interno della villa, che per giunta non funziona. Shaggy e Scooby, così, consigliano allo staff di chiamare la Mystery Incorporated. Velma, che stava indagando sugli archivi dei Darrow, viene avvertita, e lancia l'allarme anche a Fred e Daphne, che rinunciano al loro appuntamento, con grande controvoglia della ragazza. I tre corrono dai membri della produzione, che dicono loro che non c'è verso di entrare nella magione, ma Velma riesce a scovare, tramite il suo laptop, un passaggio ristretto che attraversa un condotto elettrico fino ad un generatore di emergenza. Essendo la loro unica chance di salvare gli amici, Fred, Daphne e Velma percorrono il sentiero, e non appena entrano in casa, Notte Terrorizzante scompare poco dopo essere caduto dalle scale a causa di Scooby. La gang, e Vincent, si barricano nella camera da letto dell'uomo, e Daphne trova, in mezzo a tutte le sceneggiature abbandonate e rifiutate da Van Ghoul, una dal titolo "Grida! Grida! È tempo per te di morire", e si rendono conto che tale frase è quella che continua a ripetere il mostro. Vincent si ricorda quindi che gli era stato offerto il ruolo di Notte Terrorizzante, che scartò per un reality show. Vincent prende coraggio, e insieme a Shaggy e Scooby, fa da esca per il mostro, che alla fine viene catturato e smascherato come Argus Fentonpoof, assistente dello show e scrittore di Grida! Grida! È tempo per te di morire. L'uomo ha cercato di spaventare l'attore per essere ripreso dalle telecamere nascoste e far assumere fama al suo personaggio oramai dimenticato da chiunque. Il produttore del reality, tuttavia, annuncia che la storia di Argus sarà fonte di ispirazione per un gran film. Infine, la Mystery Inc. e Vincent Van Ghoul cenano assieme, condividendo un'inquietante risata da film horror.
- Mostro: Notte Terrorizzante / Argus Fentonpoof.
- Note: Vincent Van Ghoul era un personaggio della serie I 13 fantasmi di Scooby-Doo dov'era un potente stregone, mentre qui è nelle vesti di un vecchio attore di film horror. Inoltre, il nome di questo personaggio ricorda vagamente l'artista Vincent van Gogh.

## Il canto della sirena
Un peschereccio di sardine tenta la fortuna entrando nel famigerato angolo di oceano infestato, dal nome "La punta dell'Uomo Morto". Il capitano Shelton, fratello maggiore di Skipper Shelton, e il suo aiutante, vengono però colti alla sprovvista da un gruppo di Pesci Mostro. Fred e Daphne, passano il venerdì sera visitando il Museo Spettrale, notano la statua di Scrappy-Doo, e Fred calma Daphne, dicendo di aver promesso che non ne avrebbero mai più parlato, implicando un qualche evento negativo capitatogli. Intanto Shaggy e Scooby si ingozzano per la serata "Ogni cosa che potete ingoiare". Nel frattempo, Velma, a casa da sola, è esasperata perché tutti i suoi amici sono occupati, ma improvvisamente, le arriva un'email da un account anonimo, dalla quale, la ragazza capisce della scomparsa del peschereccio, che probabilmente ha a che fare con una piattaforma petrolifera nell'area. Velma è eccitata per questo mistero, ma dopo aver telefonato alla gang, che risultano impegnati, decide di sbrigarsela per conto proprio. Con lo yacht dei Blake, Velma parte in cerca di indizi, ma si ferma quando sente un canto e poi una voce che dice di conoscerla. Sporgendosi, Velma si imbatte in una sirena, chiamata Amy, la quale avvisa la ragazza che Crystal Cove è in pericolo, perché "loro" stanno arrivando. Amy si ritira spaventata, e Velma, in procinto di mettere in moto lo yatch, viene aggredita dai Pesci Mostro, fortunatamente riesce a trarsi in salvo. Il giorno seguente, la Mystery Inc. discute sul da farsi, e Velma omette l'identità di Amy, non volendo che gli amici pensino sia pazza nel credere alle sirene. Si dirigono dal capitano Shelton al Chiostro dell'Ostrica, ma l'uomo nega qualunque dettaglio delle piattaforme petrolifere e Pesci Mostro. Subito dopo, Skipper, rimasto da solo, viene preso dalle creature, ed Amy, giunta a casa Dinkley, avverte Velma, che per un soffio, riesce a non farsi vedere alla madre Angie. Riuniti al K-Ghoul, Angel si domanda se la piattaforma petrolifera di cui parlava la fonte di Velma, non sia la stessa che un tempo apparteneva alla Destroido, e chiusa circa 20 anni prima. Da un giornale, Shaggy scopre che la Destroido terrà una conferenza stampa l'indomani, pertanto, la gang ne prende parte, e chiede ad Ed Machine il permesso di recarsi alla piattaforma, ma dinanzi ai suoi rifiuti, i ragazzi decidono ugualmente di andarci. Al basamento, la Mystery Inc. cade nella trappola dei Pesci Mostro, che li catturano e pongono assieme ai due capitani Shelton, e lo scienziato Spike Cavenaugh, lo stesso di cui parlava Angel, e che fece chiudere la piattaforma per danni ambientali. Spike e i fratelli Shelton comunicano alla banda che il piano dei Pesci Mostro è trapanare in cerca di petrolio al di sotto della piattaforma, nonostante il professore abbia tentato di dissuaderli per l'instabilità del suolo. Nel momento in cui le creature cominciano a perforare, Amy sopraggiunge e libera i ragazzi, costringendo Velma a rivelare la verità. Una volta salvi, Cavenaugh dice che l'interruttore della trivella è in acqua, e Shaggy e Scooby si immergono per disattivarla, dato che Amy si è ferita durante il tragitto. I due portano a termine l'intento, e i Pesci Mostro, attirati dalla melodica voce di Amy, vengono intrappolati, e smascherati come Ernesto e i suoi amici attivisti, ovvero coloro che Daphne incontrò all'Università Darrow. Questi, dopo essere risaliti alle relazioni di Spike sulla piattaforma, decisero di metterla in funzione per estrarre petrolio, e poi rivenderlo. Alla fine, Amy svela di essere umana, nonché moglie dello scienziato, che disperata per il marito, ed essendo stata derisa dalla polizia sulla storia dei Pesci Mostro, ha contattato la Mystery Incorporated per aiuto. Velma, dapprima delusa, perdona la donna, che però smentisce le voci di Angel sul fatto che la D.J. abbia saputo della vicenda della piattaforma dai giornali, poiché la Destroido ha coperto ogni traccia. Velma, sommando gli indizi, si dirige al K-Ghoul per parlare con Angel, dicendole che, malgrado la donna abiti a Crystal Cove da poco tempo, sappia comunque molti particolari che non dovrebbe conoscere. Velma conclude accusando Angel di essere in verità Cassidy Williams, membro dell'originaria Mystery Inc., scomparsa nelle grotte di Crystal Cove.
- Mostro: Pesci Mostro / Ernesto e il suo gruppo di attivisti.
- Note: All'inizio della puntata Fred e Daphne vedono nel Museo Spettrale delle statue di Flim Flam, personaggio della serie I 13 fantasmi di Scooby-Doo e di Scrappy Doo. Il primo, dalle parole di Daphne, sembra sia stato condannato a 25 anni di carcere e del secondo Fred dice che hanno giurato di non parlare più di lui.

## Il Luna Park mostrificato
Dylan e Brenda, due giovani innamorati, vittime dell'Uomo Granchio, sono usciti da poco dall'ospedale, si recano nello spettrale Luna Park di Crystal Cove, in cui, una mostruosa Manticora li spaventa a morte, mentre provavano una giostra soericolata. Intanto, Angel, la cui identità da Cassidy Williams oramai è stata confermata da Velma, si intrufola nella Destroido per parlare con Mr. E, l'enigmatico uomo viene a conoscenza del fatto che la Mystery Inc. è entrata in possesso di uno dei pezzi del Disco Planisferico, Cassidy lavora per lui, per il bene della banda, per paura che facciano la stessa fine che hanno subito lei e i suoi vecchi compagni. Frattanto, Fred, Daphne, Velma, Shaggy e Scooby vengono convocati dal sindaco Jones, che si sente in parte responsabile degli attacchi della Manticora, visto che ha acquistato un tempio apparentemente infestato, e posto nel Luna Park, per far accrescere il turismo. La Mystery Incorporated comincia le indagini, e Fred la vede come un'opportunità per entrare nelle grazie del padre. Al parco dei divertimenti, la gang incontra il direttore Winslow Fleach, e sua figlia, Marcie Fleach, anche conosciuta da tutti come "Quella che odora di Hot Dog". Marcy è inoltre una diretta rivale di Velma, dal momento che entrambe condividono una mente formidabile e ingegnosa, ma Marcie è sempre stata al secondo posto rispetto alla Dinkley. La Mystery Inc. parte con le ricerche entrando nel tempio della Manticora, trasformato in una vera e propria attrazione. La Manticora aggredisce però i ragazzi, che scappano via in tempo. Successivamente, al K-Ghoul, la gang ed Angel navigano sul sito online sul quale il sindaco Jones ha comprato il tempio, ma Velma rende partecipi gli amici del fatto che non è altro che un imbroglio, dietro cui si cela qualcuno di davvero brillante. Quando Fred, Daphne, Shaggy e Scooby si allontanano dalla stanza, Cassidy prende in disparte Velma, che ha deciso di mantenere il suo segreto a patto che la D.J. lo riveli al resto della gang al più presto. Cassidy capisce dalla ragazza che il pezzo del Disco Planisferico è custodito da Fred. Mentre Fred, Daphne e Velma non hanno fortuna parlando con il sindaco Jones, Shaggy e Scooby si trovano al Luna Park, e anche se inizialmente sono intenzionati a scoprire qualche indizio, si lasciano andare al divertimento, ma la Manticora appare e li attacca. Giunti anche i restanti tre compagni, Shaggy e Scooby si salvano, e la loro voce sembra essere modificata come se avessero respirato l'elio da un palloncino. Il signor Fleach è sull'orlo della crisi, e proprio quando sta per decidere di chiudere il Luna Park, Fred sprona la banda a non arrendersi ed escogita un piano. Velma e Fred si dirigono in casa di quest'ultimo per recuperare gli oggetti che servono per la trappola, ma Velma vede il sindaco Jones rovistare tra la roba del figlio, e si difende dicendo di stare cercando la ricevuta per il tempio. Fred svela poi a Velma di aver dato il pezzo del Disco Planisferico a Shaggy e Scooby, cosa alquanto geniale dato che nessuno mai sospetterebbe di loro. Al Luna Park, nel frattempo, Daphne cosparge Shaggy e Scooby con il formaggio dei nachos, in modo da attirare la Manticora verso di loro e catturarla. Velma sente un odore famigliare, ma non capisce quale sia, finché il mostro non compare, e cerca di rapirla. Daphne salva Velma, ma viene a sua volta presa dalla Manticora, e nella speranza di recuperarla, Fred, Velma e Shaggy prendono il volo assieme a lei. Scooby li fa atterrare sul morbido, e con un piano totalmente improvvisato del cane, la Manticora plana a terra e si rivela essere Marcie. Avendo conoscenze informatiche, aveva creato il falso sito, e il suo odore di hot dog aveva insospettito Velma poco prima dell'ultimo attacco della Manticora. Il motivo per cui Shaggy e Scooby avevano voci così acute, è perché avevano inalato il potentissimo gas elio composto in parte dall'acciaio usato nel parco, e scoperto da Marcie, e che è la ragione per la quale cercava di far chiudere il posto per rivendere l'elio ai dirigibili australiani, traendone una grossa fortuna. Intanto, Cassidyl fa nuovamente visita a Mr. E, e gli comunica che tramite la cimice che ha posizionato sul maglione di Velma, ha sentito che il pezzo del Disco Planisferico è nelle mani di Shaggy e Scooby. E viene mostrata il volto di Mr. E, che in realtà è Ricky Owens.
- Mostro: Manticora / Marcie Fleach
- Note: Appare per la prima volta in viso Mr. E che in realtà è Ricky Owens dell'originale Mystery Inc.

## Attacco del Mostro senza testa
Un trio di esploratori, formato da Rick Spartan, sua moglie Marion Spartan, e l'assistente Charles Wheatlesby, conosciuto con il nome di "Cachinga", si inoltra nella fitta foresta amazzonica alla ricerca di un'antica tomba. Una volta trovata, Marion resta ferita alla caviglia, così Cachinga, su ordine di Rick, corre al campo base per recuperare la cassetta delle medicine. Rick si addentra all'interno della cripta, e rinviene un baule sul quale vi è inciso una sorta di avvertimento per coloro intenzionati a trafugare la testa decapitata di Squar Gringot. Rick ignora l'avviso, e così facendo scatena la vendetta di Squar Gringot, il cui corpo senza testa, ma con una distorta faccia sul torso, lo aggredisce barbaramente. A Crystal Cove, Fred è euforico perché incontrerà il suo mito, Rick Spartan, sopravvissuto a svariate trappole e all'attacco del Mostro senza testa, e nel frattempo, Velma e Shaggy sembrano avvicinarsi di nuovo. A scuola, Rick, divenuto nuovo professore di biologia, pur non sapendone molto in materia, racconta agli studenti, inclusa la Mystery Inc., del suo sconto con la creatura. Al termine della lezione anticipata da Rick, gli alunni scappano terrorizzati dall'aula per via del suo atteggiamento irascibile, la Mystery Inc., avendo in comune con l'uomo la passione per i misteri, vengono invitati da quest'ultimo a casa sua per una cena. La sera stessa, la gang fanno anche la conoscenza di Marion, e assistono a una discussione tra Rick e Cachinga, insoddisfatto del suo ruolo di poco rilievo nelle avventure di Spartan. In seguito, Rick porta a far ammirare ai cinque tutte le meraviglie scovate dai suoi innumerevoli viaggi, dai quali ha preso una momentanea pausa, in modo tale da far riposare al meglio Marion. Fra i manufatti, Rick è particolarmente orgoglioso della testa di Squar Gringot, portata direttamente dalla giungla, nonostante la maledizione che ruota intorno ad essa. Per l'appunto, il Mostro senza testa giunge per reclamare ciò che è suo di diritto, ma Rick, Fred, Shaggy e Scooby lo allontanano con delle lance, poi, Velma suggerisce di contattare sua madre Angie per discutere sul come agire. Dunque, Velma e Shaggy si recano al Museo Spettrale, e mentre Angie cerca qualche contro-maledizione, i due ragazzi si affiancano sempre di più. Angie trova la formula di un rito per spezzare il maleficio, ma dovrà essere pronunciata da uno sciacallo parlante in una giungla. Velma e Shaggy pensano bene di procedere con il rituale all'interno della mini serra foresta pluviale di Crystal Cove, e servendosi di Scooby. La Mystery Inc., assieme a Rick e ad Angie, svolge la liturgia, ma ciò non basta, visto che il Mostro senza Testa li aggredisce, mandando in ospedale Rick, che decide di chiudere con le avventure pensando che in questo modo, la creatura la smetta di importunarlo. Fred non può permettere che il proprio idolo abbandoni le sue avventure, dunque, riprende con le indagini insieme agli amici. All'orto botanico, Fred trova una grossa lente di ingrandimento, persa dal mostro dopo che Rick lo ha colpito all'occhio destro, e all'interno della quale vi è una piccola videocamera. Shaggy e Scooby rinvengono poi un anello, sul quale Velma legge "Oxford", luogo degli studi universitari di Cachinga. La squadra telefona lo sceriffo Stone, che arresta Cachinga, e Rick si rallegra all'idea di poter continuare con i suoi viaggi, se non fosse che il Mostro senza testa, malgrado Cachinga sia in prigione, fa la sua apparizione all'ospedale. La gang, che aveva mentito alla polizia per far credere che fosse Cachinga il colpevole, ha organizzato una trappola per il vero responsabile, che viene smascherato come Marion. La donna ha tentato di spaventare il marito affinché lasciasse perdere con una vita avventurosa, che non gradiva affatto. Anche lei ha studiato ad Oxford, e si è inventata la leggenda di Squar Gringot per illudere Rick, che non avrebbe resistito a trovare il tesoro maledetto. Rick capisce che Marion lo ha fatto per amore, e così non sporge nessuna denuncia, anzi, organizza un party nella sua camera d'ospedale con la Mystery Inc. Alla fine, Velma parla con Shaggy circa i suoi sentimenti, e gli comunica che oramai non prova le stesse emozioni di una volta. Velma e Shaggy decidono dunque di restare ottimi amici per il bene della squadra.
- Mostro: Mostro senza testa / Marion Spartan.

## Il Disco Planisferico
Nel cuore della notte, mentre Fred dorme profondamente, suo padre assiste ad un fenomeno di poltergeist, per poi venire assalito da uno Spettro Incappucciato, subito dopo aver chiuso in cassaforte un pezzo del Disco Planisferico simile a quello conservato dalla Mystery Incorporated. Fred si sveglia di soprassalto per le urla del padre, che fugge terrorizzato dalla casa. Il mattino seguente, il ragazzo confessa a Daphne, Velma, Shaggy e Scooby delle ultime notti in bianco che sta passando il sindaco Jones, così Velma consiglia di rivolgersi a sua madre Angie per un rimedio alle erbe per dormire. Nel frattempo, Daphne si apre con Velma, dicendole che la sua relazione con Fred sta diventando sempre più ossessiva, tanto che il ragazzo ha stilato un'agenda per sapere dove sia e cosa faccia. Al Museo Spettrale, la Mystery Inc. fa la conoscenza di Lady Marmelade, una barista che lavora per Angie, e al tempo stesso un esorcista e un'esperta di voodoo, che sentendo la storia di Fred riguardo al padre, gli suggerisce di provare con un rito di purificazione, ma il ragazzo, inizialmente, declina l'offerta. La sera stessa, Shaggy e Scooby fanno compagnia a Fred per riposare, e inavvertitamente, cade la foto di una donna dallo scaffale, che Shaggy dice essere la madre deceduta di Fred, morta quando era molto piccolo. Durante la notte, Shaggy e Scooby decidono di prepararsi una pizza, e intanto, il sindaco Jones rimane nuovamente vittima di fenomeni paranormali, e Fred tenta di salvarlo. Mentre Fred e il padre riescono a scappare, anche Shaggy e Scooby vengono aggrediti dalla pizza che stavano giusto preparando, per poi fuggire dalla casa. Successivamente, la Mystery Inc. si raduna nell'ufficio dell'uomo, la cui tremenda paura, spinge Fred a voler risolvere il caso ora più che mai, e in caso di fallimento, promette di rinunciare per sempre ai misteri. La gang architetta un piano, e Velma predispone in tutta la villa delle videocamere con cui filmare le manifestazioni da ogni angolazione. Come ultimo tocco alla trappola, Fred invita Lady Marmelade per una seduta spiritica. La Mystery Incorporated, il sindaco Jones e l'esorcista cominciano con il rituale, usufruendo di una tavoletta Ouija. Anche se dopo un iniziale momento di tensione, il sindaco Jones chiede al fantasma perché lo stia perseguitando, e tramite le parole dell'entità fuoriuscite dalla tavola, capiscono che si tratta di una vecchia conoscenza del sindaco, tornata ad esigere quello che l'uomo le ha portato via. Quando il sindaco manca di rispetto allo spirito, lui si arrabbia e scatena la sua ira sui presenti, che riescono a fuggire dalla magione, eccetto il Sr. Jones, che rimane barricato in casa. Capendo di avere a che fare con qualcosa di superiore alle proprie capacità, Lady Marmelade rinuncia ad aiutare i ragazzi e scappa terrorizzata. Rientrati dal retro, i cinque amici non trovano l'uomo, e Daphne consola Fred, che ha il timore di perdere le persone che ama, dopo sua madre, e ora, anche suo padre, dopodiché, sfruttando le sue telecamere preinstallate, Velma scopre che il sindaco Jones ha inscenato il suo presunto rapimento per recuperare indisturbato il pezzo del Disco Planisferico. Tuttavia, le registrazioni risalgono ad un minuto prima, e nonostante ciò, Fred non riesce a trovare il padre, mentre Scooby si imbatte in alcuni semi di girasole, e in una trappola di Fred modificata da qualcuno e posta sotto al letto del sindaco per creare degli effetti speciali. La Mystery Inc. escogita un piano, e ognuno dei membri si camuffa per catturare lo Spettro Incappucciato, che è entrato in possesso del pezzo del Disco Planisferico del sindaco. La trappola riesce, e lo spirito viene smascherato come il Professor Pericles, che con una mente più geniale di quella di Velma, ha potuto accedere al computer di Fred e controllare a distanza le sue trappole, così da manifestare i fenomeni poltergeist. È stato però tradito dal suo stesso mangime, ossia i semi di girasole. Pericles si giustifica dicendo di aver fatto tutto ciò per mettere le zampe sul pezzo sottrattogli in passato da Jones, e alla fine, aziona una trappola che fa cadere i ragazzi in una botola, riuscendo a scappare con l'oggetto. Fred salva suo padre, che si scagiona convincendo il figlio di aver preso il pezzo del Disco Planisferico dall'arresto di Pericles, per tenerlo al sicuro, ma Daphne, Velma, Shaggy e Scooby fanno fatica a capacitarsi delle parole dell'uomo.
- Indizi: I pezzi del puzzle che ha la Mystery Inc. e quello che aveva il sindaco Jones, sono due pezzi del Disco Planisferico.
- Mostro: Spettro Incappucciato / Professor Pericles
- Note: L'episodio contiene citazioni dal film Poltergeist.

## Il Giustiziere
La Mystery Incorporated sta per catturare l'ennesimo criminale, conciato da Piranha-Capra, ma la trappola non funziona nel momento più opportuno. Ci pensa però lo Sceriffo Stone a sistemare la situazione, se non fosse che la trappola scatta all'improvviso, imprigionando sia l'uomo sia i ragazzi, e dando quindi la libertà a Piranha-Capra, inaspettatamente, avvolto tra la nebbia, compare uno spirito in sella ad un cavallo demoniaco, che acciuffa il mostro e si dilegua, Bronson ammette che lo spettro è "Iron" Will Williamson, conosciuto anche come il "Giustiziere", nonché primo sceriffo di Crystal Cove ed un suo eroe. Williamson è deceduto circa 100 anni prima, e Bronson si domanda quale sia l'evento che ha portato il suo idolo a tornare dall'oltretomba. Nei giorni a venire, il Giustiziere fa un lavoro di pulizia totale di tutti i delinquenti dalle strade di Crystal Cove, migliore di quello che potrebbe fare Bronson, il che rischia di soppiantare il suo incarico di sceriffo. La sera del ritiro del premio "Cattura dei criminali dell'anno", Bronson è convinto di vincere ancora una volta, appoggiato dal suo goffo assistente, Bucky. La vincita, però, questa volta spetta proprio al Giustiziere, che fa la sua comparsa dicendo di non importarsene dei premi, ma solo di risistemare Crystal Cove, contrariamente all'incompetenza dell'attuale Sceriffo Stone. La gente acclama sempre di più il Giustiziere, provocando la preoccupazione di Bronson. Velma trova accanto al luogo dell'apparizione dello spettro dei gusci di ostriche, come quelli presenti al municipio dopo la prima comparsa del Giustiziere. Shaggy e Scooby acquistano delle ostriche da un uomo chiamato il "Ranger della Notte", che gestisce un blog dove sfoga il suo disaccordo nei confronti dello Sceriffo Stone. Fred, Daphne, Velma, Shaggy e Scooby pedinano il Ranger della Notte con la Mystery Machine, ma a metà strada, incappano nel Giustiziere, che spara con dei proiettili di gas, e intima loro di non immischiarsi nella legge. In seguito, la squadra corre a casa dello Sceriffo Stone, e di sua madre, in cui l'uomo è depresso per il giudizio negativo che il suo idolo ha verso di lui. La gang lo convince a raccontare della storia del Giustiziere: Oltre un secolo prima, Crystal Cove era un luogo abitato dai fuorilegge, fin quando un certo "Iron" Will Williamson non arrivò e decise di estirpare tutti i criminali dalla cittadina, un giorno inseguì il criminale Nitro Wisinski, che lo portò a morire, assieme a lui, in un lago di lava incandescente, che riuscì ad arrestarlo mentre morivano. Velma, dalle parole di Bronson, capisce che il corrente Giustiziere è destrorso, al contrario dell'originario, che era mancino. Scooby ricorda che il Ranger della Notte ha aperto le ostriche con la mano destra, pertanto, la Mystery Inc., e lo
Sceriffo Stone, si recano in casa sua, all'interno della quale trovano del fieno, e si rendono conto che il Giustiziere ha un cavallo. Al ritorno del Ranger della Notte, viene dimostrato che  usa il fieno come mezzo per allenarsi, all'improvviso, il Giustiziere si palesa per eliminarli. Il Ranger li salva in tempo, sciogliendo ogni sospetto sul suo coinvolgimento. Il sindaco Jones arriva, e licenzia Bronson, facendo assumere la carica di capo della polizia di Crystal Cove al Giustiziere, dato che non serve che vanga pagato. La Mystery Inc. è intenzionata a risolvere il mistero per Sceriffo Stone, pertanto si dirigono alla stazione di polizia, dove Bucky, rattristito, consegna loro un pacco con gli effetti personali di Bronson, che nel frattempo ha trovato un altro impiego al Chiostro dell'Ostrica, seppur nasconda la propria vera identità per la vergogna. Tra gli oggetti dell'uomo, Velma rinviene qualcosa che convince la banda ad escogitare una trappola con l'aiuto di Bronson. Quest'ultimo si traveste da Nitro Wisinski, in modo da terrorizzare il Giustiziere e smascherarlo. Difatti, il piano va a buon fine, e sotto la maschera di "Iron" Will Williamson si cela Bucky, la cui colpevolezza era stata confermata dai ragazzi, leggendo le sue prove, fallite, d'esame alla promozione di sceriffo, professione alla quale ambiva. Bronson riceve nuovamente l'incarico, e viene premiato dal sindaco Jones, che ancora una volta è restio dal ringraziare il figlio per l'ultimo caso risolto. Fred parla con Daphne al Chiostro dell'Ostrica, dicendole di essere l'unica in grado di capirlo sul serio. Improvvisando, Fred dona alla ragazza un anello di cipolla con cui le chiede di sposarlo dopo il diploma. Daphne accetta con gioia, e mentre i due amati si baciano appassionatamente, il Ranger della Notte li osserva da lontano, soddisfatto.
- Mostro: Piranha-Capra, Giustiziere / "Iron" Will Williamson / Agente Bucky.
- Note: L'aspetto del Giustiziere ricorda molto quello dell'eroe della DC Jonah Hex.

## La pedina delle ombre
In un flashback di 20 anni prima nel 1992, l'originale Mystery Incorporated arriva in un'antica chiesa spagnola per seguire una creatura, a detta di Cassidy, non umana. Il Professor Pericles segue dei rumori, e Ricky, preoccupato per l'amico, nel tentativo di stargli dietro, finisce con il provocare un piccolo danno che svela una pergamena con la figura del Disco Planisferico al completo. Mentre la squadra si domanda cosa sia l'oggetto rappresentato, l'essere su cui stavano investigando, li osserva, cospirando sulla maledizione di Crystal Cove. Nel presente, l'attuale Mystery Inc. è riunita al K-Ghoul per fare colazione. Come sempre, Shaggy e Scooby si dedicano al cibo, e nel frattempo Daphne è super eccitata per il suo imminente fidanzamento ufficiale con Fred, che è concentrato su un tipo di app installata sul telefono, che lo avverte degli spostamenti che avvengono nella Mystery Machine. Velma, intanto, non riesce a trovare una logica nel loro pezzo del Disco Planisferico, e neanche Angel sembra essere d'aiuto al riguardo. Quando però Scooby mostra una salsa piccante spagnola, Velma ha un'illuminazione, e capisce che le scritte sul frammento sono al rovescio in lingua spagnola. Daphne si rende conto che anche i libri contenuti nel baule dei Darrow sono in spagnolo, e aprendo la cassa, la banda trova un messaggio registrato di Mr. E, che consiglia loro di partire da dove tutto è finito. Fred decide dunque di recarsi assieme agli amici alla Darrow University per consultare H. P. Hatecraft, la cui carriera sta prendendo una brutta piega come conseguenza del recente scandalo con Char Gar Gothakon. Hatecraft, sull'orlo del fallimento, comunica ai ragazzi che il Decano Natasha Fenk ha sostituito Harlan Ellison, che ora si trova ad un convegno, con la famosa autrice di libri per teenager, Regina Wentworth. I cinque si offrono di aiutare H. P. nella realizzazione di un libro per adolescenti, a patto che lui darà una mano con le traduzioni. Improvvisamente, la Mystery Machine esplode davanti ai loro occhi, e dalle fiamme, si presenta "Obliteratrix", un'assassina tecnologica dalla voce computerizzata, il cui unico scopo è di eliminare la Mystery Inc. I ragazzi ed H. P. si rifugiano dalle bombe della killer nella sala in cui si sta tenendo la presentazione del nuovo manoscritto della Wentworth, il che non fa altro che mettere sempre più in cattiva luce la figura di Hatecraft. Fred promette vendetta verso Obliteratrix per aver distrutto la Mystery Machine, e con essa anche l'intero archivio dei Darrow. Frattanto, Mr. E / Ricky Owens, Angel, ed Ed Machine assistono alla scena da una telecamera nascosta, e Ricky ordina ad Ed di monitorare le mosse della Mystery Inc., ma non di intervenire se non per assoluta necessità, nonostante Angel sia preoccupata che dietro l'attacco di Obliteratrix ci sia il Professor Pericles. Shaggy e Scooby aiutano Hatecraft con la lettura critica del suo libro, e intanto, Fred, Daphne e Velma si recano in biblioteca per ricominciare da zero dato che ogni loro indizio è andato perduto in seguito all'esplosione. Velma trova un libro che spiega che il Disco Planisferico è costituito in totale da sei pezzi, e veniva utilizzato dai Conquistatori Spagnoli per navigare in mari ignoti e per nascondere i propri tesori. L'app sopracitata del telefono di Fred manda un messaggio al ragazzo circa un movimento sospetto all'interno della Mystery Machine, facendo intuire che il veicolo è ancora intatto. Fred, Daphne e Velma recuperano Shaggy e Scooby, e insieme ad Hatecraft, che mette a disposizione un furgone del campus, giungono in una ferrovia dove, secondo il rintracciatore di Fred, si dovrebbe trovare la Mystery Machine. Infatti, il furgone è salvo, e ne ritornano in possesso solo dopo essersi confrontati con Obliteratrix, che ha messo in scena la distruzione dell'auto per farli cadere in una trappola. Obliteratrix scompare prima di poter essere arrestata, e il Decano Fenk decide di licenziare H. P. per aver rubato un'attrezzatura della scuola, mentre Pericles osserva il tutto da un monitor in un'abitazione sconosciuta. Da alcune traduzioni di Hatecraft, Scooby si ricorda che Pericles aveva rubato una mappa dei Conquistatori dall'antica chiesa spagnola di Crystal Cove nel periodo delle aggressioni ad opera di Aphrodite. La Mystery Incorporated ed H. P. arrivano alla chiesa sconsacrata per ideare una trappola per Obliteratrix, e Daphne rinviene una spilla simile al medaglione trovato nelle grotte. Fred aziona per sbaglio un marchingegno che svela un'entrata segreta alle caverne di Crystal Cove. In quel momento, Obliteratrix appare e aggredisce la squadra, fin quando non sopraggiunge Angel in loro soccorso. Dopo una breve lotta tra le due, Angel riesce a catturare Obliteratrix, la quale viene smascherata come Alice May. Alice ammette di essere stata incaricata da Mr. E per attaccare i ragazzi, e magari, questo avrebbe spinto Pericles ad uscire allo scoperto per salvarli, e di conseguenza, il pezzo del Disco Planisferico sarebbe stato vulnerabile. Era il laboratorio di ricerca "Quest", una delle aziende della Destroido, a fornire ad Alice delle armi super tecnologiche e degli effetti speciali. Alice viene nuovamente arrestata, e il Decano Fenk si presenta per restituire ad Hatecraft il suo ufficio all'università, visto che i diritti sulla canzone su Char Gar Gothakon stanno facendo riscuotere alla scuola ingenti somme di denaro, grazie alla prima classifica in Giappone. Alla fine, Velma convince Angel a rivelare la verità sul suo conto prima che lo faccia lei. Angel racconta ai ragazzi la sua storia e quella dell'originaria Mystery Inc: il suo vero nome è Cassidy Williams, e una notte, alla chiesa spagnola, trovò assieme agli amici la mappa del Disco Planisferico, che celava una minaccia per tutti, e difatti, nelle grotte di Crystal Cove nelle quali sparirono, si imbatterono in una creature dalla corna che minacciò loro di scomparire da Crystal Cove, altrimenti le persone più vicine ne avrebbero pagato il prezzo. Il mostro in questione si faceva chiamare il Freak di Crystal Cove. Angel tenta di dissuadere la Mystery Inc dal risolvere il mistero del tesoro maledetto e consegnare a Pericles o a Mr. E, il pezzo del Disco Planisferico, così da porre fine al caso e al pericolo per sé stessi. Fred, tuttavia, non accetta e la Mystery Incorporated si allontana delusa da Angel, che avverte i ragazzi che il Freak è ancora là fuori da qualche parte. Dalla cima della chiesa, il Freak di Crystal Cove borbotta un inquietante poema minaccioso sul maleficio di Crystal Cove.
- Mostro: Obliteratrix / Alice May, Freak di Crystal Cove.
- Indizi: Viene rivelato il fato dell'originale Mystery Incorporated.
- Note:
  - L'intero cast di Jonny Quest appare in un cameo nel racconto di Alice May nei laboratori della Destroido.
  - Regina Wentworth ed i suoi romanzi sono un evidente parodia della saga di Twilight

## Fine della storia
20 anni prima nel 1992, dopo aver trovato la pergamena del Disco Planisferico, l'originaria Mystery Incorporated si inoltra nelle caverne poste sotto la chiesa sconsacrata, basandosi sui calcoli del Professor Pericles, dove, ad un certo punto, si imbatte in una pila di ossa, sulla cima della quale vi è un baule. Pericles, salva Cassidy, da una trappola, servendosi delle sue capacità da pennuto e del pendente di Judy, apre la cassa, nella quale recupera un pezzo del Disco Planisferico, ma così facendo, aziona un'altra trappola che mette in fuga i ragazzi, e durante la corsa, il pendente viene perso. Usciti dalle grotte vivi e vegeti, la Mystery Inc. si scontra con il Freak di Crystal Cove. Nel presente Velma contatta Fred, Daphne, Shaggy e Scooby, mandando loro il messaggio di incontrarsi a mezzanotte dinanzi al municipio. Prima di andare, Fred saluta il padre, che stava meditando sulla scomparsa dell'amata moglie, e il ragazzo riesce a prendere, senza farsi notare, le chiavi del suo ufficio. La Mystery Inc. si riunisce nello studio del sindaco Jones, dove scorre una certa tensione, dal momento che Daphne e Shaggy non si fidano ancora di Velma per aver tenuto nascosto alla squadra il segreto di Cassidy. Velma attiva uno strano interruttore, che apre un cassetto segreto, che fa cadere Shaggy e Scooby, i quali, a loro volta, inciampano su Fred, che teneva in mano la fotografia incorniciata di sua madre. Fred, dalla rottura della foto, capisce che questa non è altri che una pagina di articolo di giornale ritagliata, mentre Velma trova nel cassetto la pergamena con la figura del Disco Planisferico. Sentendo dei rumori, la Mystery Inc. esce dalla stanza per visionare, e viene aggredita dal Freak, che comincia a inseguirli, finché la banda non viene stanata dallo Sceriffo Stone, che li arresta per essere entrati di nascosto in municipio. I genitori dei ragazzi non sanno cosa fare con il comportamento dei figli, quindi il sindaco Jones decide di non sporgere denuncia, e li lascia andare. I genitori di Daphne tentano di convincere la figlia a non vedersi più con Fred, pertanto, Daphne, si sente costretta a rivelare ai genitori e a Velma, Shaggy e Scooby, del loro fidanzamento e del futuro matrimonio, programmato successivamente alla consegna del diploma. I Blake portano via Daphne, vietandole di frequentarsi ancora con Fred, contro la sua volontà, mentre Fred consiglia a Shaggy e Scooby di badare al pezzo del Disco Planisferico, e intanto, Velma lavora sulla pergamena. Angel assiste alla scena al di fuori del municipio, e avverte Mr. E. Shaggy e Scooby vengono messi in punizione dai genitori, e quando si trovano chiusi in stanza, incontrano il Freak, e dopo aver recuperato il pezzo del Disco Planisferico da un frigorifero segreto, fugono dalla finestra. Ed Machine li trae in salvo con la sua macchina, e li scorta al K-Ghoul, dove, insieme a Fred, Daphne e Velma, la Mystery Inc. barrica Cassidy nella struttura per impedirle di prendere parte alle ricerche del Freak. Nel frattempo, Ed, rincasato, scopre che Pericles è entrato nella sua villa, ed è consapevole della vera identità di Mr. E, dopodiché, improvvisamente, le luci si spengono, poi Pericles uccide Ed. La Mystery Inc. giunge nella chiesa sconsacrata per terminare con il mistero del tesoro maledetto, e si calano nelle grotte tramite il passaggio segreto. Fred capisce che le caverne sono collegate al mare, e Velma intuisce un piano: spostando in vario modo i pezzi del Disco Planisferico, si può localizzare qualsiasi luogo geografico, ma Pericles riuscì a scovare il posto che cercava l'originaria Mystery Inc. senza bisogno di un pezzo. Per Velma, i numeri sulla pergamena sono stati scritti dal pappagallo come una sorta di coordinate per arrivare al luogo in questione. La teoria di Velma viene confermata quando, mandando un fascio di luce sul pezzo in loro possesso, e su uno stampato, escono fuori le coordinate giuste che coincidono con uno dei calcoli di Pericles. Seguendo gli indizi, la gang arriva alla cima di ossa, e qui, viene raggiunta da Pericles, che aveva posto sulla Mystery Machine un rivelatore per rintracciarli. Pericles viene messo KO dal Freak, che ruba il pezzo e fugge via, ma una trappola azionata da Fred, rompe un canale di acqua che travolge i ragazzi, e il Freak stesso. Il mostro riesce ad arrampicarsi lungo un rilievo per raggiungere la chiesa, se non fosse che Fred lo ferma appena in tempo. Tuttavia, il crollo del canale provoca la distruzione della cappella, e Fred rischia di morire sotto le macerie. Inaspettatamente, il Freak lo salva, che alla fine, viene catturato da Fred. Daphne, Velma, Shaggy e Scooby corrono verso di lui, e subito, sopraggiunge anche lo Sceriffo Bronson, chiamato d'urgenza da Angel e dai genitori dei ragazzi. Dietro la maschera del Freak si cela il sindaco Jones, della cui colpevolezza, Fred ne era sicuro, visto che entrambe le foto di sua madre che aveva si sono rivelate essere ritagli di giornale. Jones racconta dunque le vere circostanze che causarono lo scioglimento dell'originaria Mystery Incorporated: più di 20 anni fa', si trasferì a Crystal Cove per aver sentito della leggenda del tesoro, e accettò il dipartimento di storia alla Darrow University, così da avere libero accesso agli archivi della famiglia scomparsa. Acquisendo la storia dei Conquistatori Spagnoli, si camuffò da Freak per cercare i pezzi del Disco Planisferico, ma non concluse niente, almeno fino a quando non si presentarono da lui i membri della Mystery Inc. per un aiuto sulla pergamena. Pericles, a differenza dei suoi compagni di squadra, sapeva del Disco Planisferico e della leggenda, così, non esitò a tradire gli amici pur di collaborare con Jones. Insieme, concordarono un piano per ricattare Brad, Judy, Cassidy e Ricky con dei documenti falsi che implicavano i loro genitori in diversi crimini, e costringerli a lasciare Crystal Cove. Dopo aver allontanato la gang dalla città, l'uomo si disfò di Pericles ed entrò in possesso dell'unico pezzo del Disco Planisferico sino ad allora conosciuto, per poi fare una soffiata anonima alla polizia in cui accusava il pappagallo di essere responsabile della scomparsa della Mystery Inc., e per tale ragione, Pericles venne sbattuto nel carcere per animali a vita. Jones svela inoltre di non essere il padre biologico di Fred, dal momento che il ragazzo è il figlio di Brad Chiles e Judy Reeves. Difatti, Brad tentò di ritornare a Crystal Cove, e intanto si era sposato con Judy, che aveva dato alla luce un bambino. Jones strappò dalle mani dei due il loro figlio, dicendo che non gli avrebbe fatto del male, purché Brad e Judy non fossero mai più ritornati a Crystal Cove. Fred, disperato e accecato dalla rabbia e dalla delusione, è intenzionato a cercare i suoi veri genitori, così annulla il fidanzamento con Daphne, che scoppia in lacrime. Velma cerca di consolare l'amica, ma Daphne l'accusa di essere responsabile di tutto ciò che è capitato, visto che Velma ha preferito non dire immediatamente di Cassidy alla gang. Daphne e Velma, addolorate, se ne vanno con i rispettivi parenti, mentre Shaggy e Scooby vengono affrontati dai genitori, che hanno deciso di mandare Shaggy all'accademia militare e Scooby in una fattoria. Scooby, nella macchina dei genitori di Shaggy, si trova di fronte Pericles, che ha rubato il pezzo preso dal Freak, e quello della gang. Mentre Pericles vola via soddisfatto, Scooby-Doo declama che rimetterà insieme la Mystery Incorporated e lo affronteranno un'altra volta.
- Mostro: Freak di Crystal Cove / Fredrick Jones.
- Indizi: Sono rivelate le circostanze che hanno causato lo scioglimento dell'originale Mystery Inc. e l'identità dei veri genitori di Fred.